# Latina
Latina () è un comune italiano di 127 573 abitanti, capoluogo dell'omonima provincia nel Lazio. È la seconda città laziale per numero di abitanti, preceduta soltanto da Roma.
È una delle più giovani città d'Italia, essendo una città di fondazione nata col nome di Littoria durante il ventennio fascista, a seguito della bonifica integrale dell'Agro Pontino, e inaugurata il 18 dicembre 1932. Il territorio comunale apparteneva precedentemente ai comuni di Cisterna, Sermoneta, Sezze e Nettuno e comprendeva zone paludose e macchia, piccoli nuclei abitati preesistenti e zone abitate solo stagionalmente a causa del territorio poco ospitale e della malaria.
La città assunse nel 1944 la denominazione di Latinia e, successivamente, quella attuale di Latina il 7 giugno 1945 a seguito della pubblicazione del decreto luogotenenziale del 9 aprile 1945, n. 270. In questo modo il toponimo fascista veniva sostituito da un nuovo nome pertinente alla localizzazione geografica (nel Lazio) e storica (popoli e città latine) e aveva il vantaggio di consentire il mantenimento della sigla già esistente ed utilizzata della provincia.

## Geografia fisica

### Territorio
Latina sorge nel cuore dell'Agro Pontino, in un territorio in larga parte pianeggiante. Il centro della città si trova a pochi chilometri (circa 7) dal mar Tirreno percorrendo via del Lido sino alla Marina di Latina, la zona mare della città, con il suo lungomare e le spiagge di Capoportiere, Foce Verde e Rio Martino, raggiungibili anche tramite una moderna pista ciclabile, e a circa 15/20 km ad ovest dai rilievi montuosi dei monti Lepini.
Il suo territorio comunale, fra i più vasti del Lazio, comprende anche numerosi "borghi di fondazione", centri agricoli creati durante la bonifica delle paludi, spesso a partire da nuclei preesistenti, che anticamente lo ricoprivano (Borgo Sabotino, prima Passo Genovese; Borgo Isonzo; Borgo San Michele; Borgo Faiti; Borgo Grappa; Borgo Carso; Borgo Podgora, prima Sessano; Borgo Bainsizza; Borgo Santa Maria; Borgo Le Ferriere; Borgo Piave; Borgo Montello).
Una parte del suo territorio include aree tutelate del parco nazionale del Circeo, dove si trova anche il lago di Fogliano, di cui costituisce l'estremo lembo settentrionale.

### Clima
Secondo la classificazione dei climi di Köppen, Latina rientra nella fascia del clima temperato caldo mediterraneo a siccità estiva (Csa).
Sebbene Latina segua il tipico andamento mediterraneo, la protezione ai rigori invernali offerta dalla catena dei Monti Lepini, la posizione pianeggiante e la vicinanza del mar Tirreno (6 km) garantiscono alla città un clima sorprendentemente mite.
Le stagioni intermedie sono le più gradevoli, con l'autunno più caldo della primavera e piogge abbastanza frequenti, anche a carattere temporalesco. L'estate è piuttosto calda, tendenzialmente siccitosa, con sensazione di disagio acuita dall'alto tasso di umidità, tipico delle zone di pianura non lontane dal mare. Nell'ultimo decennio, a causa della frequente comparsa dell'anticiclone africano, la città ha più volte sfiorato i 40 °C con sensazione di disagio sia diurna che notturna. La calura estiva è talvolta interrotta da veloci temporali che sconfinano dai vicini monti Lepini benché, negli ultimi anni, sia evidente una diminuzione degli stessi. L'inverno è caratterizzato da lunghe fasi miti e piovose interrotte, più o meno frequentemente, da rapidi picchi di freddo senza che si raggiungano, tuttavia, temperature eccessivamente basse.
Nonostante le precipitazioni seguano un andamento leggermente irregolare, i periodi di siccità sono generalmente brevi e limitati ai mesi estivi. Per essere ubicata in pianura la città sperimenta una piovosità elevata, che si aggira intorno ai 1000 mm annui: ciò sarebbe dovuto alla vicinanza dei Monti Lepini, che attirano una notevole quantità di acqua dalle perturbazioni atlantiche che transitano sul Mar Tirreno.
La nevosità segue il classico andamento del versante tirrenico italiano, con accumuli pressoché nulli. La protezione della catena dei Monti Lepini, la retrostante spessa catena appenninica unita alla vicinanza del mare rendono estremamente difficile il verificarsi di nevicate. Le uniche sporadiche nevicate, perlopiù senza accumulo, sono affidate all'azione di masse d'aria gelida e instabile provenienti da nord-ovest le quali, tuttavia, non sempre risultano sufficienti a far cadere la neve. L'ultima breve nevicata risale al 17 dicembre 2010, quando il termometro il giorno precedente al fenomeno, registrò -7,0 °C.
La temperatura media del mese più freddo, gennaio, è di 8,4 °C, mentre quella del mese più caldo, agosto, è di 24,3 °C; mediamente si contano 14 giorni di gelo all'anno e 43 giorni annui con temperatura massima uguale o superiore a 30 °C. Per quanto riguarda le temperature estreme rilevate, il termometro ha registrato un minimo assoluto di -9,2 °C nel gennaio del 1985, mentre per la massima si sono registrati +42,4 °C nell'agosto del 2007.
- °Classificazione climatica: zona C, 1220 GR/G

| Latina Centro              | Mesi  | Mesi | Mesi | Mesi | Mesi | Mesi | Mesi | Mesi | Mesi | Mesi  | Mesi  | Mesi  | Stagioni | Stagioni | Stagioni | Stagioni | Anno  |
| Latina Centro              | Gen   | Feb  | Mar  | Apr  | Mag  | Giu  | Lug  | Ago  | Set  | Ott   | Nov   | Dic   | Inv      | Pri      | Est      | Aut      | Anno  |
| -------------------------- | ----- | ---- | ---- | ---- | ---- | ---- | ---- | ---- | ---- | ----- | ----- | ----- | -------- | -------- | -------- | -------- | ----- |
| T. max. media (°C)         | 12,6  | 13,2 | 15,6 | 18,5 | 22,5 | 26,6 | 29,5 | 29,4 | 26,5 | 22,3  | 17,2  | 14,1  | 13,3     | 18,9     | 28,5     | 22,0     | 20,7  |
| T. min. media (°C)         | 4,8   | 5,2  | 6,8  | 9,3  | 12,6 | 16,6 | 18,7 | 19,0 | 16,8 | 12,8  | 9,3   | 6,4   | 5,5      | 9,6      | 18,1     | 13,0     | 11,5  |
| Precipitazioni (mm)        | 105,0 | 89,0 | 98,0 | 84,0 | 76,0 | 49,0 | 22,0 | 36,0 | 77,0 | 120,0 | 118,0 | 109,0 | 303,0    | 258,0    | 107,0    | 315,0    | 983,0 |
| Umidità relativa media (%) | 79    | 78   | 78   | 77   | 76   | 71   | 70   | 69   | 73   | 77    | 79    | 79    | 78,7     | 77       | 70       | 76,3     | 75,5  |

## Origini del nome
Il nome di Littoria, che fu dato alla città nel 1932, trae origine dal fascio littorio (il fascio di bastoni di legno legati con strisce di cuoio intorno ad una scure), ovvero l’emblema del regime fascista, già simbolo di potere nell’antica Roma.
Nel 1944, quando le autorità del comune decisero di cambiare nome alla città per distaccarsi dal fascismo, il nuovo toponimo fu deciso assumendo quello antico del territorio che la circonda, ossia il Latium adiectum: fu così che Littoria divenne Latinia. Poi, considerando che i toponimi fascisti delle città che erano state istituite terminavano quasi tutti in "-inia", si decise di ribattezzare la città, invece di Latinia, Latina. Per la scelta del nuovo nome si considerò anche che la sigla automobilistica della provincia (LT) rimanesse inalterata.

## Storia

### Prima della fondazione
Prima della bonifica dell'Agro Pontino, il territorio era caratterizzato da estese zone umide di cui sono conservate le ultime vestigia all'interno del Parco Nazionale del Circeo e del Giardino di Ninfa. Nonostante fossero un'area ad elevata biodiversità e di particolare importanza per la migrazione dell'avifauna, queste zone erano luogo di riproduzione della zanzara anofele, famigerato vettore della malaria che, assieme alle abbondanti acque stagnanti, hanno reso difficile la colonizzazione e lo sfruttamento agricolo della pianura pontina fin dall'antichità. Le prime popolazioni che vi abitarono furono i Latini (popolo che dà il nome al Lazio, Latium, e alla stessa lingua dei romani), da cui deriva l'attuale nome della città, che vi fondarono Satricum, ai confini con l'attuale comune di Nettuno, e altre città della Lega Latina i cui resti oggi si trovano nella parte nord della provincia.
In seguito i Romani costruirono la Via Appia (oggi Patrimonio dell'umanità) dove si trovava Tres Tabernae (odierna Cisterna di Latina) e successivamente sorsero diversi centri tra cui Tripontium (odierna Tor Tre Ponti) e Forum Appii (odierna Borgo Faiti), citato negli Atti degli Apostoli.
Successivamente, con le invasioni barbariche e gli attacchi dei Saraceni, le opere di bonifica attuate dai Romani furono distrutte, e la palude tornò ad invadere anche quei territori che si era riusciti a strappare all'acqua.
Nei secoli successivi, da parte di diversi Papi, si segnaleranno tentativi di bonifica, quasi tutti destinati al fallimento. In quegli anni, Latina era un immenso latifondo della famiglia Caetani e tale resterà fino agli anni 1930.

### La fondazione

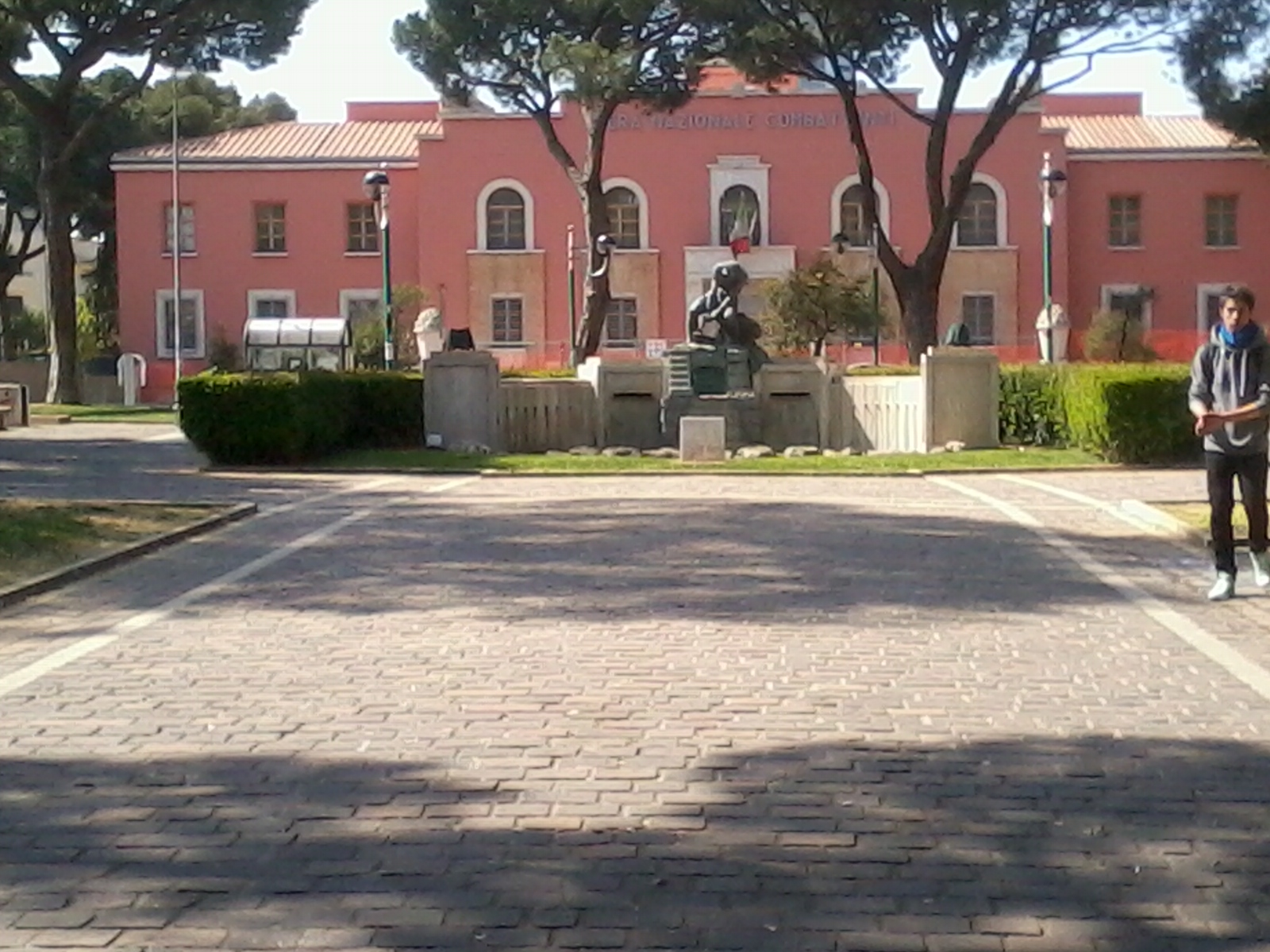
Piazza del Quadrato com'è oggi

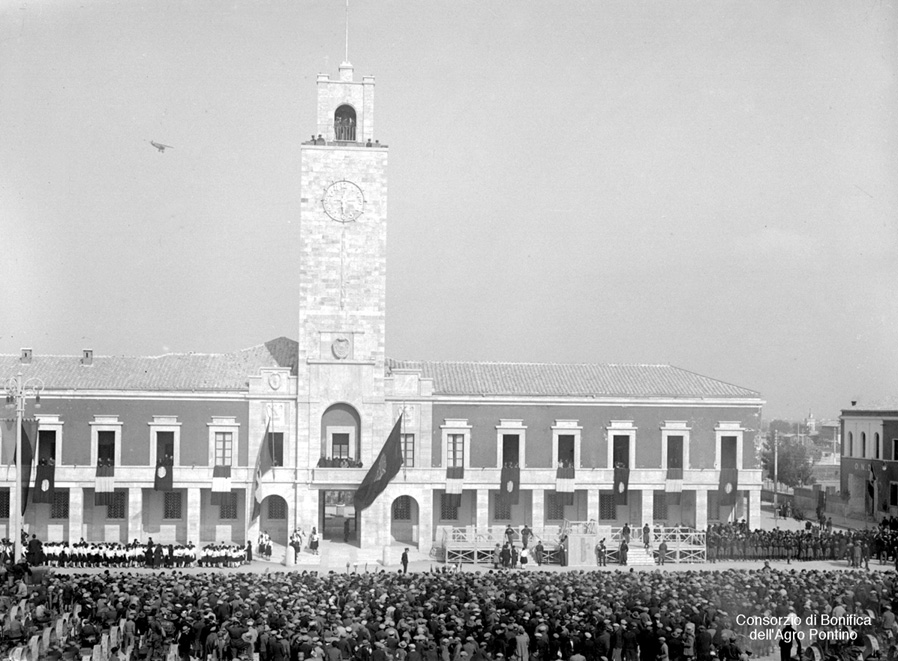
Inaugurazione della città, 1932.

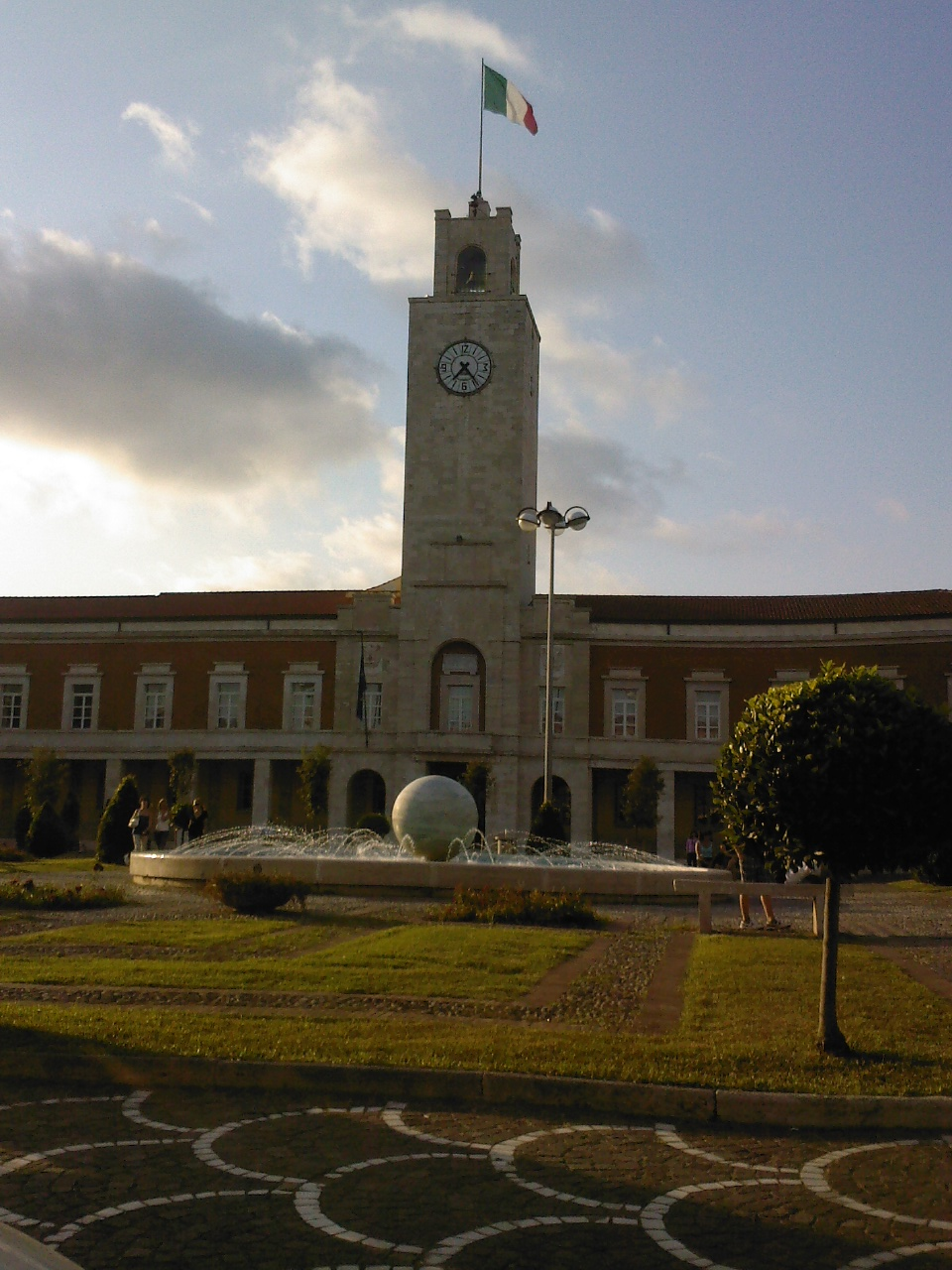
La Torre Littoria a piazza del Popolo

Negli iniziali progetti di bonifica il fascismo aveva previsto per l'Agro Pontino uno sviluppo esclusivamente rurale, senza la nascita di nuovi centri urbani di notevoli dimensioni. Presto però il commissario governativo per la bonifica, Valentino Orsolini Cencelli, si rese conto che i preesistenti comuni di Cisterna e Terracina erano insufficienti a coprire le esigenze dei pionieri. Il progetto di un nuovo centro amministrativo puntò quindi sulla località del "Cancello del Quadrato", dove sorgevano già piccoli insediamenti. La prima pietra della nuova città, il cui progetto era curato secondo i canoni dell'architettura razionalista da Oriolo Frezzotti, venne posta il 30 giugno del 1932.

Cisterna, coloni in arrivo dal nord Italia nel 1934.

Il 18 dicembre dello stesso anno, dopo neanche sei mesi dall'inizio dei lavori, Mussolini partecipò alla solenne cerimonia d'inaugurazione. La stampa, anche estera, esaltò la costruzione di Littoria dedicando ad essa ampi articoli; la nascita della nuova città fece il giro del mondo.
Il territorio comunale fu creato ricavandolo in larga parte da quello dell'attuale Cisterna di Latina (all'epoca "Cisterna di Roma" e dal 1935 "Cisterna di Littoria"), ma anche dai comuni di Nettuno e Sezze. Littoria fu eretta a capoluogo della neonata provincia nel 1934.
La propaganda fascista sfruttò l'opera della bonifica e la inserì all'interno della "battaglia del grano" per combattere la crisi economica successiva all'autarchia. Mussolini si recava spesso nelle ex paludi e sono note le immagini propagandistiche di Mussolini che si mostra intento a lavorare il grano a torso nudo, insieme ai coloni. Con la battaglia del grano si iniziava l’attuazione di un vasto piano di bonifica integrale. Questa azione del governo veniva sul piano culturale sostenuta ed incoraggiata in modo particolare dagli scrittori di “strapaese” raccolti attorno alla rivista di Nino Maccari “Il Selvaggio” (Malaparte, Longanesi, Soffici, Berto Ricci, Ottone Rosai ed altri).
Alla città massificata e consumistica in cui l'uomo si isola dalla natura abbrutendosi e che negli anni trenta trova le manifestazioni più aberranti in certe città americane ove gangsterismo e alcolismo sono le espressioni più tipiche, si contrapponeva il comune rurale. Non solo in Italia ma anche all’estero si ipotizzavano nuovi tipi di agglomerati urbani. Wright, ad esempio, ipotizzava cittadine di modesta entità demografica con case a dimensioni autenticamente umane circondate almeno da un acro di terreno. Spengler affermava "che le antichissime radici dell'essere si disseccano tra le masse di pietra delle città". La "Cosmopoli" disgrega la società e l'urbanesimo ne è la manifestazione più evidente con tutte le implicazioni e complicazioni. Civiltà rurali quindi da contrapporre alla cosmopoli. Da questo contesto, dicevamo, scaturisce il mito di Littoria, simbolo della civiltà rurale.
Il comune di Littoria fu popolato con l'immigrazione massiccia di coloni soprattutto veneti, friulani, emiliani e romagnoli, oggi denominati nell'insieme comunità venetopontine, ai quali furono consegnati i poderi creati dall'Opera Nazionale Combattenti (ONC), similmente a quanto operato nei limitrofi comuni della pianura.

### Gli anni del boom economico
Fra il gennaio e il maggio del 1944, la città fu gravemente danneggiata dai bombardamenti della seconda guerra mondiale e il territorio circostante fu coinvolto prima nello sbarco di Anzio e poi nella battaglia di Cisterna, eventi importanti che portarono alla liberazione di Roma da parte degli alleati.
Nel 1945, mutò il suo nome in Latina segnando esplicitamente così un distacco con la dittatura.
Inserita, insieme alla provincia, nelle aree tutelate dalla Cassa del Mezzogiorno, conobbe negli anni sessanta e negli anni settanta una straordinaria crescita economica e demografica trasformandosi nel giro di pochi anni da centro rurale in una città industriale.
Negli anni cinquanta a Borgo Sabotino fu costruita una centrale nucleare all'avanguardia fortemente voluta da Enrico Mattei. La centrale fu chiusa dopo i referendum del 1987 e oggi è in via di smantellamento.
Nel dopoguerra, Latina diventò un feudo elettorale della Democrazia Cristiana, in particolare della corrente andreottiana, fino al 1993, quando spezzoni della stessa Democrazia Cristiana diedero luogo ad un'inedita amministrazione insieme ai partiti della sinistra: l'esito di tale iniziativa politica fu lo scioglimento del consiglio comunale, per cui il comune fu commissariato e tornò al voto nel novembre del medesimo 1993, quando vinse a sorpresa il candidato del Movimento Sociale Italiano, Ajmone Finestra, ex repubblichino condannato a morte dallo Stato Italiano per i crimini da lui commessi nel periodo 1943-45 e poi amnistiato.

### La crisi industriale
A partire dagli anni novanta la città ha conosciuto insieme a tutto l'Agro Pontino una profonda crisi economica, dovuta all'abolizione della Cassa del Mezzogiorno e alla conseguente chiusura di molte fabbriche.
Nelle statistiche ufficiali sulla qualità della vita, la città è precipitata, divenendo tra le peggiori dell'Italia centrale.

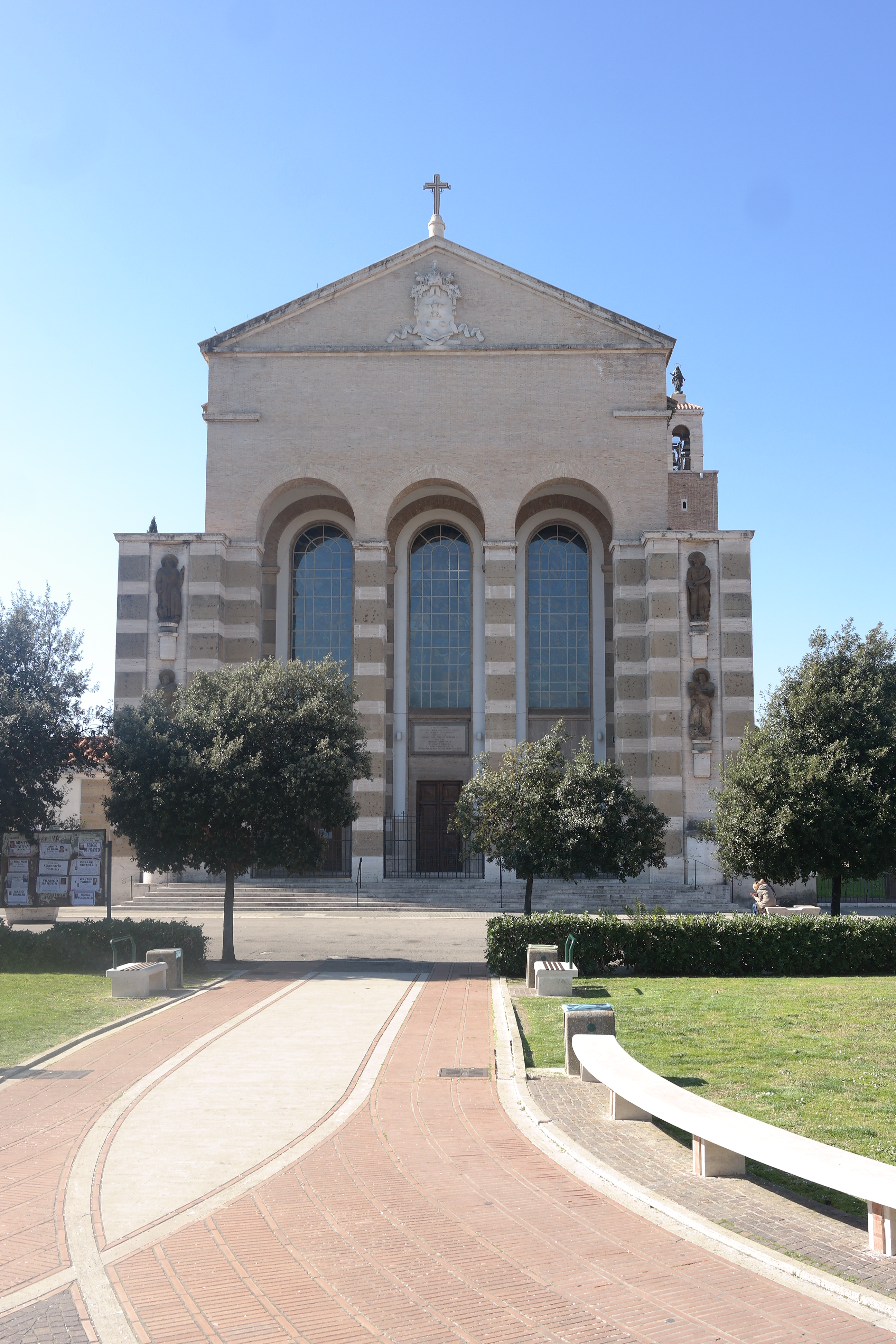
La cattedrale di San Marco

Contemporaneamente alla crisi, Latina ha conosciuto una sempre più impetuosa infiltrazione della criminalità organizzata e in particolare della camorra, fenomeno questo comune all'intero Lazio (la cosiddetta quinta mafia). Secondo le rivelazioni dei pentiti, le prime infiltrazioni risalgono ai primi anni novanta, con i traffici illeciti intorno alla discarica di Borgo Montello (cui andrebbe collegato l'omicidio del parroco del borgo don Cesare Boschin) e successivamente avrebbe puntato sul settore dell'edilizia (con uno sviluppo impetuoso di nuove cementificazioni del territorio) del commercio, della ristorazione e dello sfruttamento della manodopera agricola, in particolare di quella di origine extracomunitaria. Le indagini della magistratura hanno evidenziato anche infiltrazioni nella politica locale.
Gli anni della crisi economica si sono riversati anche sulla politica locale segnata da scandali e da una profonda instabilità tanto da andare al voto anticipato per ben due volte consecutive. Nel 2016, per la prima volta dopo ventitré anni, la destra viene sconfitta alle elezioni comunali e si insedia la giunta civica di Damiano Coletta.
Il rilancio dell'economia locale sta passando attraverso lo sviluppo dell'agricoltura specializzata, del terziario, del turismo. Sempre più diffuso il fenomeno del pendolarismo verso la Capitale, per cui molti restano residenti in città pur trovando lavoro a Roma.
Nel 2011 per la prima volta una personalità nata a Latina, Corrado Clini, viene nominato ministro della Repubblica.

### Simboli

L'odierno stemma di Latina

Lo stemma di Littoria nel 1932

Lo stemma araldico di Littoria adottato all'atto della fondazione nel 1932 era costituito da un ancile azzurro contenente un fascio littorio aureo, avente legati a sé sui due lati due fucili con baionette. Lo scudo era coronato esternamente da spighe di grano, legate nella parte bassa da un cartiglio contenente l'epigrafe A.X (ovvero "anno decimo dell'era fascista, allusione all'anno d'istituzione della città); nella parte superiore compariva un elmetto militare.
Una versione alternativa dell'emblema racchiudeva il suddetto disegno in uno scudo francese moderno, egualmente azzurro.
Con la caduta del fascismo e la ridenominazione della città in Latina, s'impose una revisione dello stemma, che fu ridisegnato mantenendo elementi di comunanza con la versione precedente: ne risultò uno scudo francese moderno di colore azzurro (ornato esternamente dalla corona turrita di città) contenente il disegno della torre del municipio nodrita su un prato verde e cinta ai lati da due spighe di grano, legate inferiormente da un cartiglio rosso col motto LATINA OLIM PALUS (letteralmente "Latina, un tempo palude"). Il nuovo stemma venne concesso con decreto del presidente della Repubblica del 14 aprile 1952.
Il gonfalone post bellico, concesso con DPR del 3 ottobre 1952, è un drappo troncato nero e blu, con frange e iscrizioni auree, caricato centralmente dell'arma comunale. L'asta portante è ornata da una cravatta nei colori del tricolore italiano.
La filosofia sottesa ad ambedue gli stemmi è quella di evocare le origini della città, fondata "a tavolino" mediante bonifiche di terreno palustre e successivamente dedicatasi in massima misura ad attività prettamente agricole.

La bandiera ufficiale di Latina

### Onorificenze

Il gonfalone di Latina

### Ricorrenze
30 giugno 1932: posa della prima pietra di Littoria;
18 dicembre 1932: inaugurazione di Littoria;
18 dicembre 1934: nascita della provincia di Littoria;
29 settembre 1944: Littoria diventa Latinia, poi Latina (il cambio di denominazione ufficiale c'è stato col decreto luogotenenziale del 9 aprile 1945, n.270.)

## Monumenti e luoghi d'interesse

### Patrimoni UNESCO
- Via Appia Regina Viarum, il tratto della Via Appia Antica che attraversa il comune di Latina, parte del più ampio sito UNESCO "Via Appia Regina Viarum", si presenta come un segmento di grande interesse storico e paesaggistico. Lungo circa 15 chilometri, questo percorso si distingue per la sua conservazione e per l'atmosfera rurale che lo caratterizza, differente da porzioni più vicine a Roma. La strada, che in quest'area si immerge pienamente nell'Agro Pontino, conserva ancora in diversi punti il basolato originale, la pavimentazione in pietra lavica che testimonia le tecniche costruttive romane. Questo tratto, pur non essendo caratterizzato da monumenti imponenti come quelli presenti nelle vicinanze della capitale, è disseminato di testimonianze archeologiche minori ma significative, tra cui ruderi di ville, sepolcri e strutture idriche dell'epoca imperiale.

La peculiarità del percorso nel tratto di Latina è l'integrazione armonica, tra l'antica infrastruttura viaria e il paesaggio agricolo circostante. L'assenza di un'eccessiva urbanizzazione ha permesso di preservare il tracciato in un contesto naturale, rendendolo un luogo ideale per escursioni a piedi o in bicicletta, e offrendo uno spaccato autentico del ruolo della "regina viarum" come asse di collegamento tra Roma e il suo vasto territorio.

### Architetture religiose
- Cattedrale di San Marco: realizzata sulla falsariga di una basilica romanica con il porticato e le vetrate artistiche. La scelta di dedicare la chiesa all'evangelista patrono di Venezia fu dovuta all'origine veneta dei primi coloni della città;
- Chiesa di Gesù Divin Lavoratore;
- Chiesa della Beata Concezione della Beata Vergine Maria;
- Chiesa dell'Immacolata concezione;
- Chiesa della Madonna di Loreto;
- Chiesa di Maria Immacolata (Borgo Carso);
- Chiesa del Sacro Cuore di Gesù;
- Chiesa del Sacratissimo Cuore di Gesù (Borgo Sabotino);
- Chiesa della Santissima Annunziata (Borgo Montello);
- Chiesa di Sant'Antonio;
- Chiesa di San Benedetto (Borgo Piave);
- Chiesa di San Carlo Borromeo;
- Chiesa di Santa Chiara;
- Chiesa di Santa Domitilla;
- Chiesa di San Francesco d'Assisi;
- Chiesa di San Francesco d'Assisi (Borgo Bainsizza);
- Chiesa di San Giuseppe (Borgo Grappa);
- Chiesa di San Giuseppe lavoratore (Latina Scalo);
- Chiesa di San Luca;
- Chiesa di Santa Maria (Borgo Santa Maria);
- Chiesa di Santa Maria di Sessano (Borgo Podgora);
- Chiesa di Santa Maria Goretti;
- Chiesa di Santa Maria Goretti (Le Ferriere);
- Chiesa di San Matteo Apostolo;
- Chiesa di San Michele Arcangelo (Borgo San Michele);
- Chiesa di San Paolo Apostolo (Tor Tre Ponti);
- Chiesa dei SS Pietro e Paolo apostoli;
- Chiesa di San Pio X (Borgo Isonzo);
- Chiesa di Santa Rita;
- Chiesa della Stella Maris (Latina Lido);
- Chiesa della Vergine del Rosario (Borgo Faiti);
- Chiesa di Santa Chiara.[14]

### Architetture civili
Latina è la maggiore delle città di fondazione dell'epoca fascista e conserva un centro storico unico in Italia.

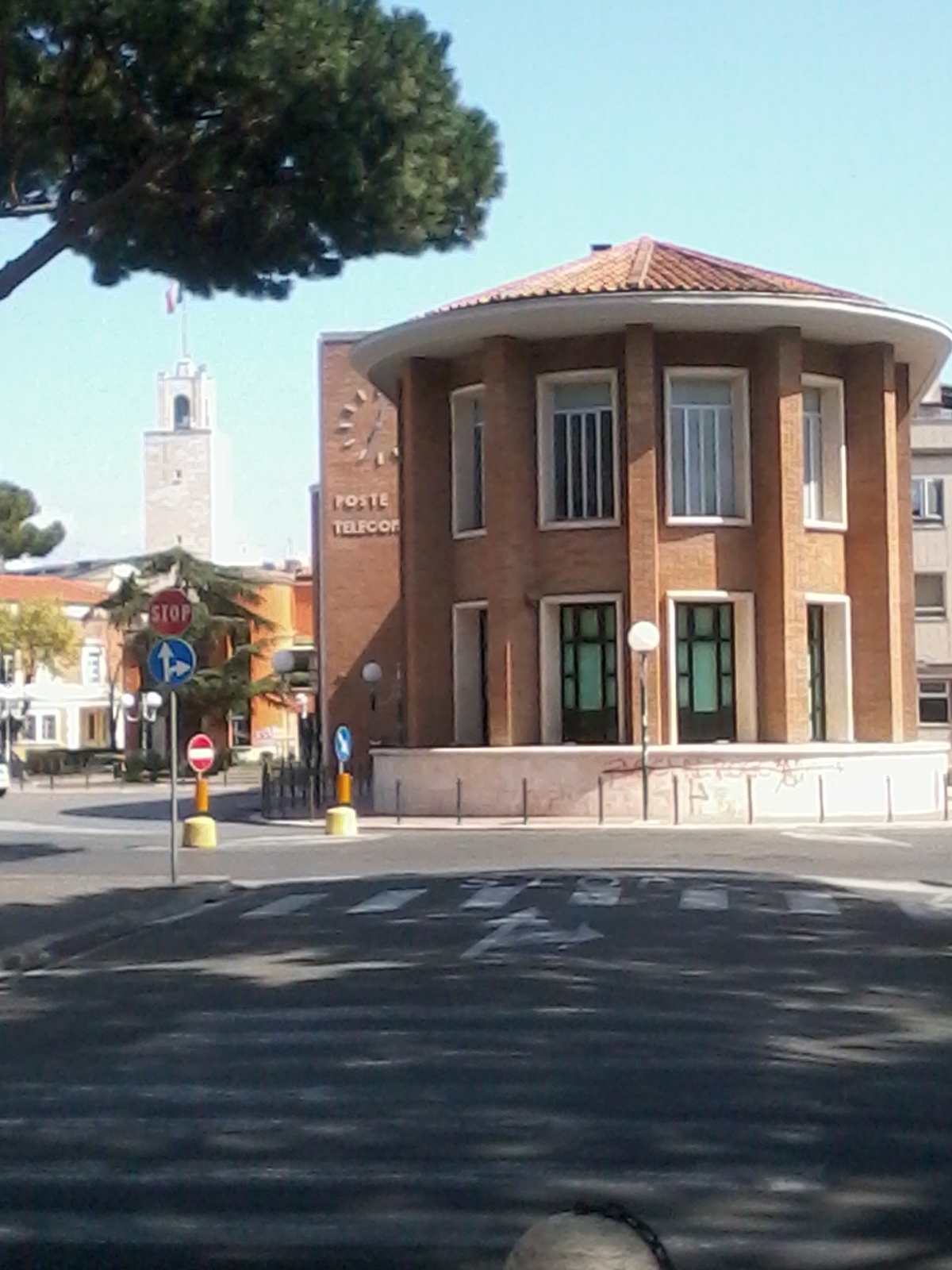
Il Palazzo delle Poste, edificio simbolo dell'architettura futurista

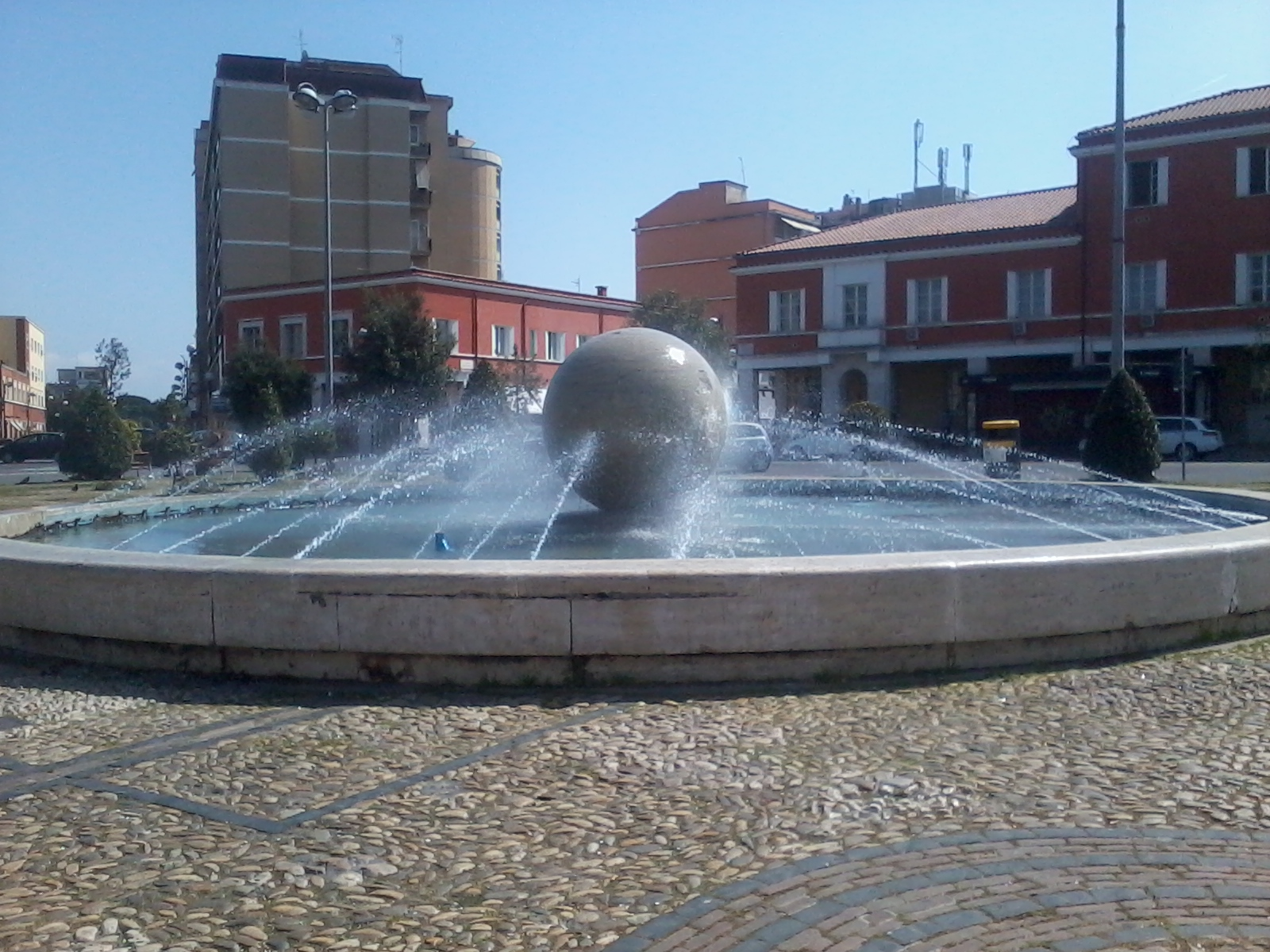
La fontana di piazza del Popolo

Il centro si è sviluppato intorno a due piazze: piazza del Popolo e piazza della Libertà. Piazza del Popolo (piazza del Littorio all'epoca della fondazione), sede del municipio con la caratteristica Torre civica con orologio, alta 32 m, e la cosiddetta "Fontana della Palla" al centro. Su un lato della piazza si sviluppa invece il porticato dell'Intendenza di finanza. L'altra piazza è piazza della Libertà (piazza XXIII Marzo all'epoca della fondazione), dove c'è il Palazzo della Prefettura (vecchio Palazzo del Governo).
Piazza del Popolo è tagliata dal corso della Repubblica che lambisce piazza San Marco (piazza Savoia alla fondazione), su cui si affaccia la cattedrale di San Marco. Sulla stessa piazza nell'edificio dell'ex Opera nazionale Balilla c'è il Museo civico Duilio Cambellotti.
Altro edificio caratteristico della città di fondazione è il Palazzo delle Poste di Angiolo Mazzoni che progettò anche la stazione ferroviaria. L'edificio delle Poste, situato in piazzale dei Bonificatori (largo XXVIII Ottobre all'epoca della fondazione), è una delle opere più conosciute di Mazzoni che conciliava l'architettura razionalista con richiami all'avanguardia futurista.
Piazza Roma è invece caratterizzata da condomini di impianto futurista realizzate nei primi anni quaranta.

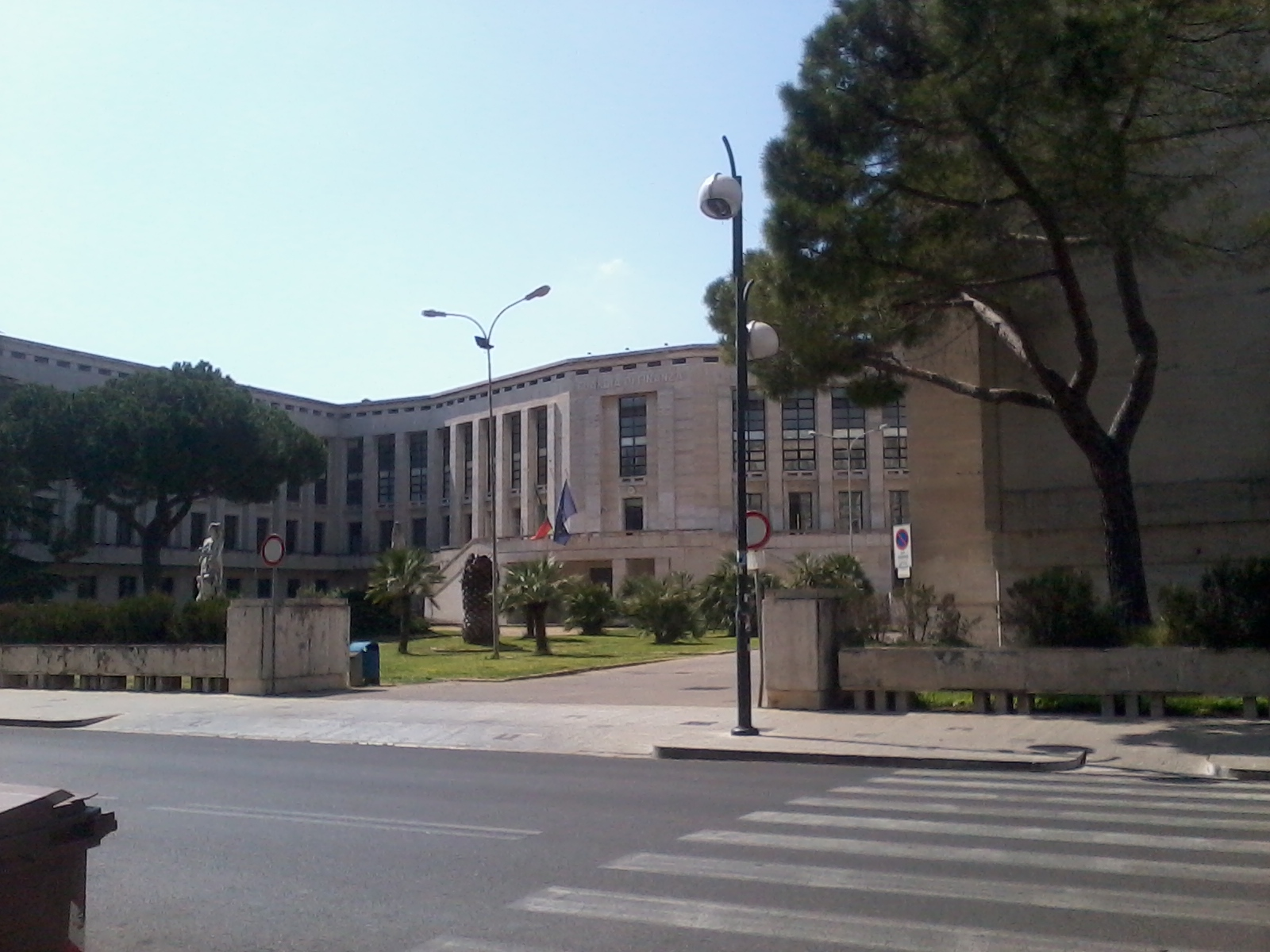
Palazzo "M", caratteristico edificio di epoca fascista, chiaro omaggio a Mussolini

Palazzo “M”, oggi sede del comando provinciale della Guardia di Finanza, è una costruzione voluta dal fascismo dalla caratteristica che ricalca la forma della lettera "M", iniziale di Mussolini.
Nel Palazzo della Cultura, in viale Umberto I, si trova la Galleria civica d'arte moderna e contemporanea di Latina, originariamente istituita nel 1937 con il nome di Pinacoteca di Littoria. La collezione, in parte dispersa nel periodo terminale della seconda guerra mondiale, è stata ricostituita ed ampliata e contiene dipinti di artisti dal XIX al XXI secolo.
La Torre Pontina, la cui costruzione iniziò nel 2007 e terminò nel 2010, è il decimo grattacielo più alto d'Italia se si considera la sola struttura (128 m.), ma è il settimo se si aggiunge la sua antenna di 23 metri: si trova all'interno del Centro Direzionale della città.

### Altro
- Monumento dei caduti: è alto 17 metri, sulla sommità è posta un'aquila, è stato progettato da Oriolo Frezzotti e si trova nel parco pubblico comunale.
- Monumento a Giuseppe Giuliano, opera in pietra (1972) dello scultore Giuseppe Quinto inaugurata da Giulio Andreotti nel giardino antistante a Palazzo M.
- Monumento alle vittime del terrorismo, scultura in pietra di Giuseppe Quinto, a Borgo Faiti.

### Siti archeologici
Nel territorio comunale sono comprese diverse rovine di alcune antichissime località: i resti della scomparsa città di Satrico, situata vicino a Le Ferriere, e alcuni ruderi di Tripontium (Tor Tre Ponti) e del Forum Appii (Borgo Faiti).

### Aree naturali
Nel territorio comunale ricade l'estremo settentrionale del parco nazionale del Circeo, in particolare l'intero lago di Fogliano.
Di notevole importanza naturalistica il tumuleto della duna litoranea, una barriera sabbiosa naturale alta alcuni metri, parallela alla linea di costa e adiacente alla spiaggia che si estende fino al lungomare di Sabaudia; sulla stessa cresce una particolarissima vegetazione costituita da piante resistenti a condizioni climatiche estreme, quale elevata salinità e scarsità idrica.

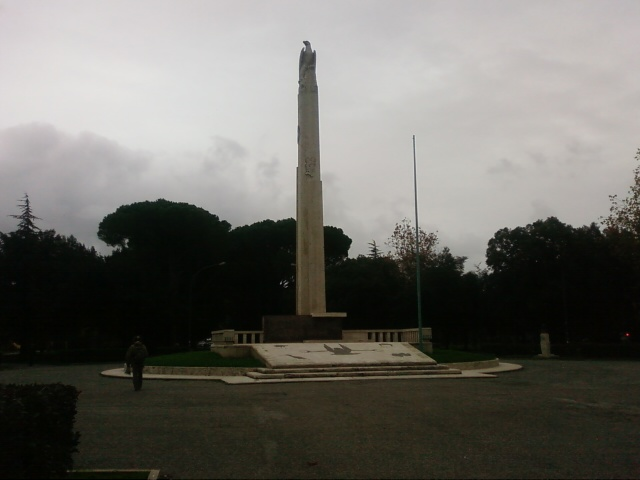
Monumento ai caduti situato all'interno di un parco cittadino

Una delle piante più diffuse nel comune, come nell'intero Agro Pontino, è l'eucalipto, pianta originaria dell'Oceania; la sua presenza è dovuta alla piantagione operata a seguito della bonifica integrale di estese "fasce frangivento", ossia di filari di alberi ad alto fusto situati lungo i canali ed i fronti stradali aventi la funzione di contrastare la formazione e la propagazione di forti venti radenti in un territorio all'epoca deforestato in modo sostanzialmente completo. Per queste piantagioni l'ONC scelse di utilizzare unicamente l'eucalipto per la sua caratteristica elevata capacità di assorbimento d'acqua, pregio ritenuto importante per evitare negli attigui canali i ristagni primaverili/estivi e con essi la sopravvivenza della zanzara anofele, causa dell'endemia malarica.
Nell'area cittadina ci sono numerose aree verdi: le principali sono il Parco Falcone Borsellino (ex Parco Arnaldo Mussolini), il Parco Santa Rita, il Parco San Marco, l'Oasi Verde "Susetta Guerrini", il Parco "Robert Baden-Powell" e il Parco di Porta Nord.

## Società

### Evoluzione demografica
Abitanti censiti

È il secondo comune della regione per popolazione superato solo da Roma.
- Comuni italiani per popolazione

### Etnie e minoranze straniere

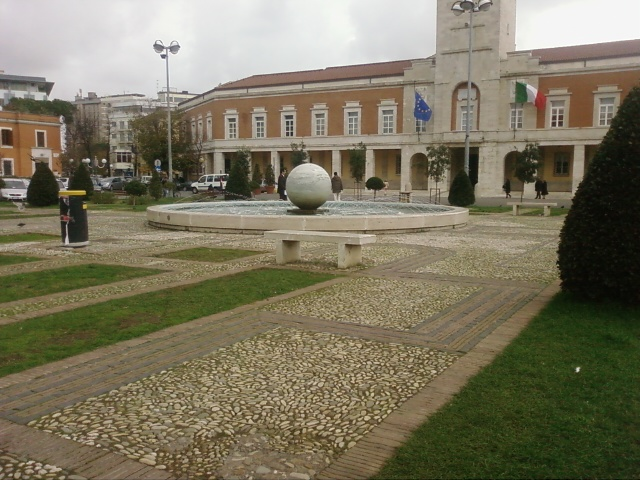
I giardini di piazza del Popolo

I primi abitanti della città di Latina, similmente ai borghi del suo territorio comunale ed ai comuni limitrofi istituiti con la bonifica, furono immigrati italiani originari del Nord-Est dell'Italia, principalmente coloni dell'Opera Nazionale Combattenti ed artigiani, che diedero vita a quella che si chiama "comunità veneto-pontina", che oggi sopravvive solo nei borghi. Accanto ad essi inoltre la città di Latina vide fin dal primo popolamento anche contributi da altre regioni d'Italia, soprattutto dal Lazio (principalmente da Roma e dall'adiacente area Lepina), dalle Marche e dall'Umbria, i cui emigrati furono addetti perlopiù all'artigianato, alla prima debole industria, al settore impiegatizio e a ruoli vari negli enti pubblici e della bonifica e della colonizzazione (consorzi di bonifica e ONC).
A partire dal dopoguerra, il crescente sviluppo industriale (dovuto anche, in seguito, ai finanziamenti erogati dalla Cassa del Mezzogiorno) ha attratto persone e famiglie da tutta Italia, in gran parte centrale e meridionale: dal resto della provincia (anche dal Sud pontino), dalla provincia di Frosinone, da Roma, dalla Campania, dalla Sicilia (in particolare, esiste una piccola ma forte comunità pantesca); inoltre l'operatività fino agli anni sessanta e settanta di un grande centro di smistamento profughi nazionale ha portato la costituzione, in città, di consistenti presenze di profughi dalmati e giuliani, nonché di espulsi italiani dall'Algeria e dall'Egitto e in misura superiore dalla Libia.
Degna di nota è inoltre la presenza, a partire dagli anni novanta di diverse comunità di immigrati: in particolare vi sono indiani, pakistani, nordafricani impiegati prevalentemente in piccole attività commerciali e come operai nelle industrie, rumeni, polacchi e moldavi (che formano la comunità più numerosa) i quali sono impiegati soprattutto nell'edilizia e nell'assistenza agli anziani e infine persone originarie dell'Africa subsahariana e dell'area del golfo di Guinea, impiegate nel settore agricolo.

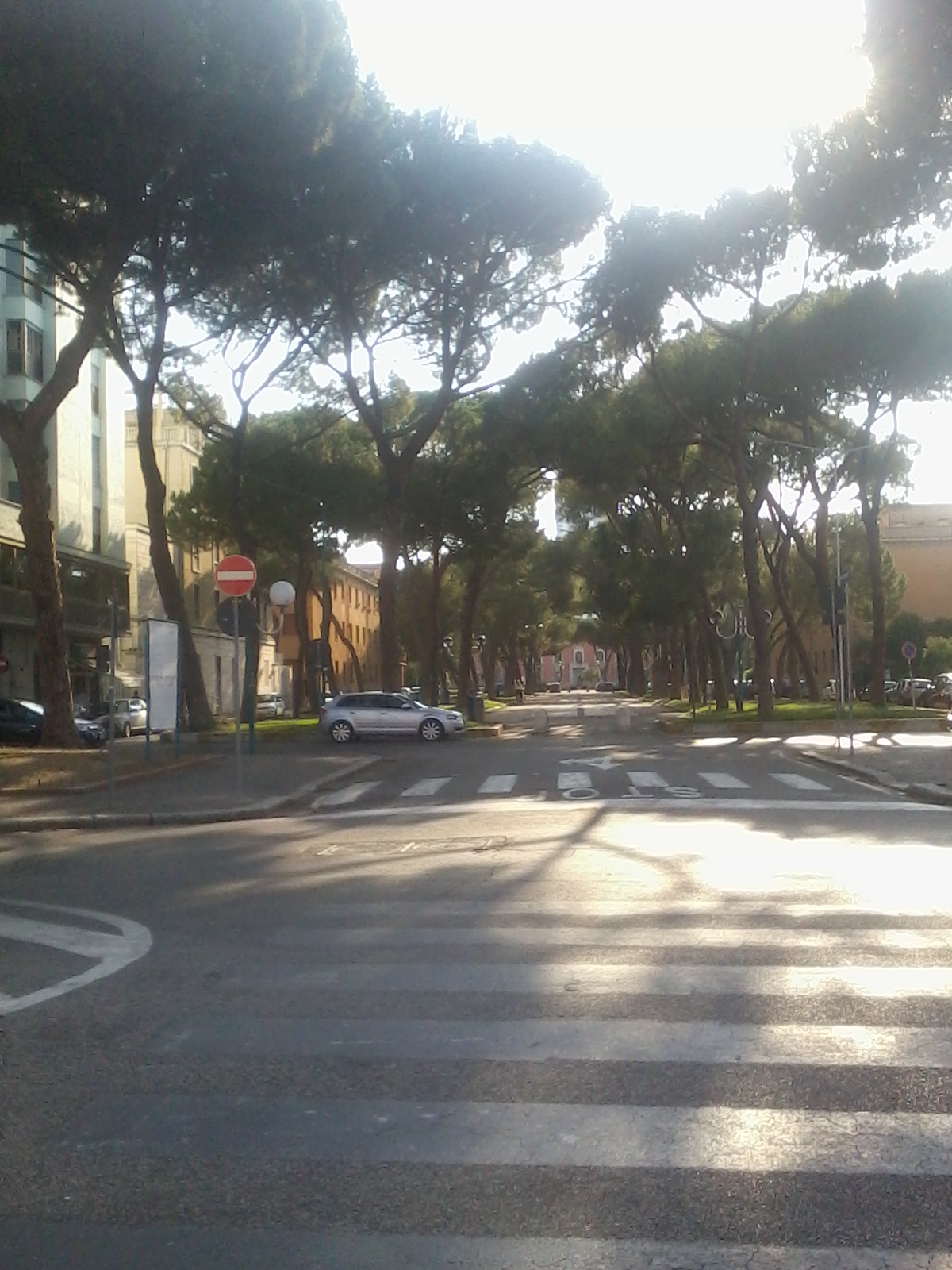
Il boulevard di viale Italia, già viale Principessa di Piemonte

Al 31 dicembre 2023 gli stranieri residenti nel comune erano 12 172, ovvero il 9,52% della popolazione. Di seguito sono riportati i gruppi più consistenti:
- Romania 4 947
- India 1 483
- Ucraina 757
- Bangladesh 565
- Nigeria 347
- Polonia 338
- Cina 328
- Tunisia 310
- Marocco 238
- Moldavia 172

### Lingue e dialetti
Sorta in tempi relativamente recenti in un territorio disabitato, Latina possiede una varietà piuttosto ampia di contributi alla parlata locale, che ha subito varie modificazioni nel corso dei decenni. Le originali parlate settentrionali (veneto, friulano ed emiliano) dei primi abitanti del ceto contadino ed artigiano sono sostanzialmente scomparse nella città almeno dagli anni '70 del '900, ma sopravvivono, anche se debolmente, nei borghi o a livello familiare. Al contrario il romanesco, riscontrabile dalla fondazione nel solo capoluogo, e dovuto alla principale provenienza del ceto dirigenziale e impiegatizio della nuova città, ha avuto una prima espansione nel dopoguerra e una seconda, più forte, negli anni settanta, a seguito della quale è divenuto la parlata comune della città, a fianco della quale altre parlate sono attestate solo a livello familiare dovute alla diversificata provenienza dei singoli, che rispetto al territorio italiano è delle più varie.
Da precisare che il romanesco di Latina è in genere leggermente diverso da quello attuale di Roma: presenta infatti, oltre a tratti più arcaici della pronuncia, come la chiusura del dittongo "-ie" (insiéme, maniéra, diéci, piédi) - tipica peraltro di molte altre aree periferiche di Roma, come Tivoli, Anzio o Nettuno - anche un lessico in parte indipendente, con alcuni termini ricorrenti mutuati dalle parlate lepine e veneto-pontine; inoltre nella pratica comune raramente è praticato in forma stretta e assai spesso è praticato, come avviene ormai in tutta Italia, insieme all'italiano.

### Religione
A Latina Mariano Crociata è il vescovo della diocesi Latina-Terracina-Sezze-Priverno, nata dalla fusione di tre antichissime diocesi. Le parrocchie cattoliche in città sono trenta.

### Tradizioni e folclore
- Festa in onore della patrona Santa Maria Goretti: in onore della patrona della città, che oltre ad essere festeggiata in alcune parrocchie con iniziative religiose e civili, si svolge annualmente il tradizionale pellegrinaggio notturno a piedi la notte precedente alla ricorrenza (che tradizionalmente cade il 6 luglio) che, partendo dalla Chiesa di San Luca a Latina e passando per le varie frazioni di Latina, raggiunge il mattino seguente la casa del martirio al Borgo Le Ferriere. [19][20]

- Processione della Stella Maris: è la suggestiva processione, in onore della Madonna, che viene svolta tutti gli anni sul lungomare di Latina la sera di ferragosto, partendo dall'omonima chiesa.

### Istituzioni, enti e associazioni
- A Latina sono attivi l'Ospedale Santa Maria Goretti, la Clinica San Marco e l'Istituto Ortopedico Traumatologico (ICOT);
- In località Chiesuola si trova la caserma dell'aeronautica militare (4ª Brigata Telecomunicazioni e Difesa Aerea), mentre nei pressi di Latina Scalo c'è l'aeroporto militare del 70º Stormo, dagli anni '50 scuola di volo basico per i piloti militari italiani;
- Hanno la sede a Latina i comandi provinciali di tutti i corpi di pubblica sicurezza: quello dei Carabinieri, della Guardia di Finanza, dei Vigili del Fuoco, nonché l'amministrazione provinciale, la questura, la prefettura, il tribunale, il carcere e il consorzio di bonifica.

## Cultura

### Istruzione

#### Biblioteche
- Biblioteca Aldo Manuzio;
- Biblioteca Don Vincenzo Onorati;
- Biblioteca Latina Scalo;
- Biblioteca Nuova Latina.

#### Scuole
Si contano 119 scuole tra pubbliche e private, divise a sua volta tra Istituti Comprensivi, Scuole dell'infanzia, Scuole primarie, Scuole secondarie di primo grado e di secondo grado (in questa categoria ci sono tutte le tipologie, tra Istituti professionali, Istituti tecnici, licei).

#### Università
Dal 1991 Latina ospita il Polo Universitario di Latina, sede distaccata dell'Università La Sapienza di Roma.
Dal 1988 è attivo il Conservatorio Ottorino Respighi.

#### Musei
- Galleria civica d'arte moderna e contemporanea di Latina;
- Museo civico Duilio Cambellotti;
- Museo di Piana delle Orme;
- Antiquarium procoio[22];
- Museo M. Valeriani della numismatica, medaglistica, della grafica incisa e della fotografia[23];
- Museo arte e giacimenti minerari Maurizio Violo[24];
- Museo della terra pontina[25];
- Museo Sessano 50 dalla lestra al podere[26]
- Museo Giannini[27];

### Media

#### Stampa
Testate cartacee
- Latina Oggi
- Il Caffè di Latina
- Il Messaggero Latina

#### Radio
- Mondo radio Latina, che diffonde Radio Immagine, Radio Latina e Radio Luna.[28]

#### Televisioni
- Lazio Tv Latina

### Teatri
- Teatro Comunale G. D'Annunzio;
- Teatro Comunale A. Cafaro;
- Teatro San Marco presso l'Oratorio di San Marco.

### Cinema
- Nella città di Latina è stato ambientato (ed in parte girato) il film Mio fratello è figlio unico del 2007 con Riccardo Scamarcio ed Elio Germano, tratto dal libro dello scrittore pontino Antonio Pennacchi, Il fasciocomunista.[29]
- È stata set anche per i film Gas del 2005, diretto da Luciano Melchionna, L'amico di famiglia del 2006 di Paolo Sorrentino e Storia di Piera diretto da Marco Ferreri nel 1983.
- Nel 2013 è stato girato nel capoluogo anche il film Razzabastarda di Alessandro Gassman, film che ha visto la presenza dello stesso attore/regista a Latina per la prima nazionale.
- Le scene calcistiche del film 4-4-2 - Il gioco più bello del mondo (lungometraggio del 2006 prodotto da Paolo Virzì) in particolare l'episodio Il terzo portiere di Roan Johnson con Valerio Mastandrea, sono state girate all'interno dello Stadio Domenico Francioni.
- Latina è stata anche il set di alcune scene del film Polvere di stelle (1973) diretto ed interpretato da Alberto Sordi, in particolare lo Stadio Domenico Francioni è stato camuffato per esigenze cinematografiche e reso una caserma occupata dai nazisti.
- Il lago di Fogliano fu teatro delle scene che rappresentavano il fiume Nilo nel kolossal Ben Hur. Famose sono rimaste le palme attorno al lago, che a causa del punteruolo rosso sono state abbattute quasi completamente.
- Francesco Renga ha girato per intero il videoclip La vita possibile a Latina, con riprese all'interno e in esterno all'acquedotto del capoluogo.
- Tricarico ha girato il video musicale del suo brano Una vita tranquilla in diverse zone di Latina, nel dettaglio: intendenza di Finanza (lato Via Diaz), piazza del Popolo, corso della Repubblica, giardini pubblici "Falcone e Borsellino".
- Nel 1983, Marco Ferreri ha girato a Latina ed in provincia (Sabaudia, Pontinia) il film drammatico Storia di Piera con Hanna Schygulla e Marcello Mastroianni. Le location utilizzate nel film sono nel dettaglio: Stadio Francioni, piazza del Popolo, piazza della Libertà.
- Nel 2016, presso la Stazione Autolinee, è stata girata una scena della terza stagione della serie tv Gomorra, scritta ed ideata da Roberto Saviano.
- Nel 2016, all'interno del Parco Nazionale del Circeo, sono state registrate le scene ambientate nel continente africano nel film Quo vado? di Gennaro Nunziante e interpretato da Checco Zalone.
- Nel 2019, la Torre Pontina viene ripresa nel film Tolo Tolo di Checco Zalone.
- Nel 2021, Ligabue ha girato per intero il videoclip Mi ci pulisco il cuore a Latina, con riprese sul lungomare e a Piazza del Popolo, oltre che al quartiere Nicolosi.
- Latina fu il set della serie  Prisma, di Ludovico Bessegato e Alice Urciolo.[senza fonte]
- Nel 2024, Latina rientra in alcune scene della serie Adorazione di Stefano Mordini.

### Musica
- Banda Musicale Città di Latina - Associazione Musicale Gioacchino Rossini nata il 25 ottobre 1952;[30]
- Filarmonica e Banda "A. Ponchielli di Latina";[30]
- Majorettes & Dancer Blue Twirling A.S.D. .[30]

### Eventi
- Festival Internazionale del Circo Città di Latina: importante competizione circense;

#### Il compleanno di Latina
Il 18 dicembre si celebra il compleanno di Latina , che ricorda l'inaugurazione della Città, avvenuta il 18 dicembre 1932.

## Geografia antropica

### Urbanistica
La città fu progettata secondo i canoni dell'architettura razionalista all'epoca in voga. Il piano regolatore fu realizzato dall'architetto Oriolo Frezzotti, con l'approvazione di Marcello Piacentini e prevedeva una forma ottagonale con vie che si snodano intorno alle due piazze centrali della città: piazza del Popolo e piazza della Libertà. La pianta viene così a ricordare quella del centro storico di Forlì, l'allora mitizzata "città del Duce".

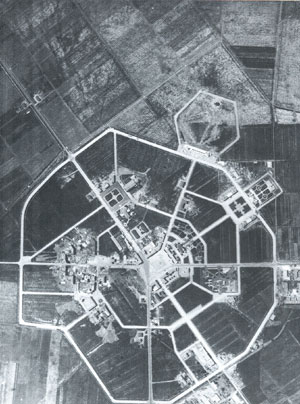
Un'immagine di Latina dall'alto poco dopo la fondazione. È ben evidente la forma ottagonale voluta dagli architetti che la progettarono.

Il centro storico della città ha conservato in gran parte gli edifici, i monumenti e le piazze (alcuni a firma di Duilio Cambellotti e Angiolo Mazzoni) tipiche della fondazione.

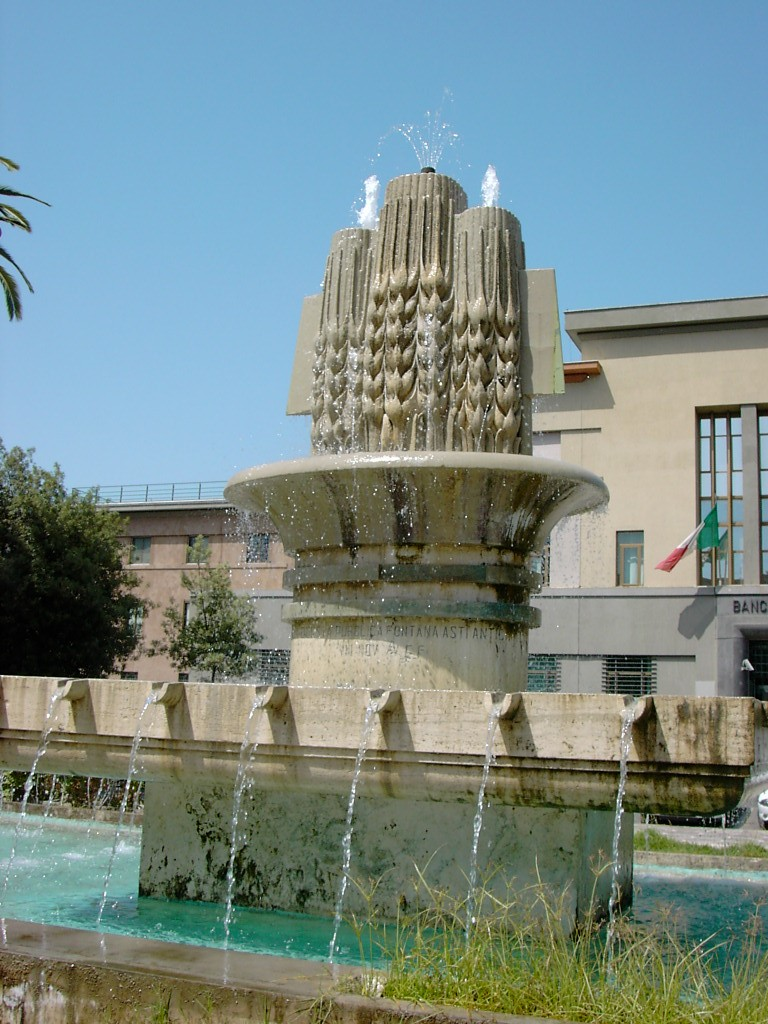
Fontana di piazza della Libertà

Tuttavia il forte sviluppo degli anni sessanta e settanta ha provocato una rapida e veloce espansione urbanistica che, secondo alcuni, ha snaturato l'impianto urbanistico iniziale. La città si è allargata in ogni direzione: verso l'Appia, lungo via Epitaffio, verso Borgo Piave - un tempo in aperta campagna, oggi quasi completamente inglobato nella città - verso Borgo Isonzo e in direzione del mare. Negli ultimi anni la città si è sviluppata soprattutto nelle aree intorno alla strada statale 148 Pontina, con la realizzazione dei due nuovi quartieri di Nuova Latina e Nascosa ("Q4" e "Q5"), carenti di servizi efficienti e di infrastrutture adeguate a servire la numerosa popolazione.
Nella fascia fra il Q4-Q5 e via Piave, lungo viale Pierluigi Nervi, si è andato sviluppando il centro direzionale della città, con la costruzione di uffici e centri commerciali. L'ultimo a sorgere è la torre Pontina, un grattacielo da poco completato che con i suoi 128m d'altezza (151m con la guglia) è il settimo edificio più alto d'Italia.
In città è in corso da anni un vivace dibattito sul futuro piano regolatore che regoli in modo ordinato lo sviluppo futuro dell'abitato, ma al tempo stesso rispetti senza alterare troppo l'originaria urbanistica razionalista della fondazione. Nel 2001 il consiglio comunale adottò, dopo un lungo e aspro dibattito, con i voti determinanti dell'opposizione di centro-sinistra un nuovo PRG realizzato dall'urbanista Pier Luigi Cervellati. Il piano però non è mai stato applicato, in quanto fu archiviato dalla nuova giunta eletta l'anno successivo e comunque bocciato dal T.A.R. per svariati profili di illegittimità.

### Quartieri
- Centro storico

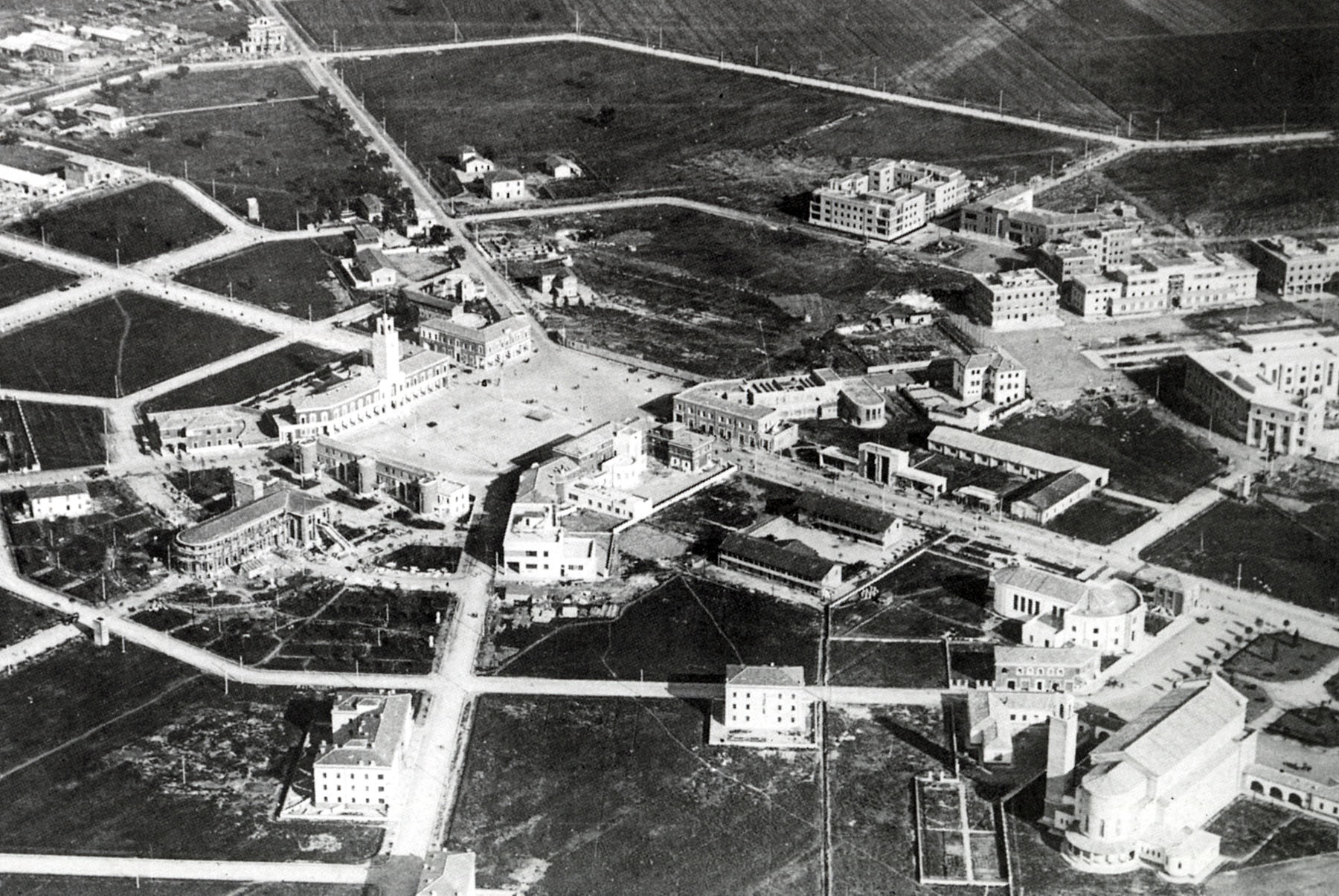
Littoria in una foto aerea del 1934

Codificato come R0, corrisponde alla città di fondazione, fondata nel 1932. Ospita i principali monumenti della città, ha forma ottagonale ed è circondato da sette viali, comunemente indicati come la circonvallazione (Viale Vittorio Veneto, Viale Alfonso La Marmora, Viale XXI Aprile, Viale dello Statuto, Viale XXIV Maggio e Viale XVIII Dicembre). Zona di prestigio, dall'importante valore storico per l'architettura razionalista, ospita numerosi negozi, attività culturali, uffici, pub e locali.
- Villaggio Trieste o Rione Frezzotti

Codificato come R1, deve il suo nome al fatto che sorse per ospitare gli sfollati della Venezia Giulia (anche se ufficialmente si chiama Rione Frezzotti, in memoria di Oriolo Frezzotti, architetto che fu fra i progettisti di Latina), ed oggi è una tranquilla zona residenziale. Ospita gli edifici della cittadella giudiziaria (Tribunale e Procura della Repubblica). Le sue vie sono dedicate a condottieri, statisti ed autori dell'antichità romana.
Dal punto di vista toponomastico, il gruppo di vie che riguarda giuristi dell'antica Roma (Triboniano, Ulpiano) nella zona che circonda il Tribunale si fonde poco oltre coi toponimi relativi ad autori romani (Cicerone, Terenzio, Plauto) ed italiani (Ludovico Ariosto, Francesco Petrarca, Vincenzo Monti). La parte del Rione Frezzotti intorno a Via Ezio è chiamata anche Ottantadue, poiché negli edificî a ferro di cavallo situati lungo la via ha avuto sede, fino al secondo Dopoguerra, l’82° Reggimento Fanteria “Torino”. La zona a sud, al confine col Rione Littoria, è invece chiamata Distretto, per la presenza, un tempo, del Distretto Militare, nell’edificio che oggi ospita la Facoltà d’Ingegneria.
- Piccarello - Piazza Moro

Codificato come R2, periferia sud della città, prende il nome dal toponimo del luogo prima della bonifica ma viene indicato talvolta anche il nome della piazza principale dedicata ad Aldo Moro. Oggi è una zona residenziale, sviluppatosi in generale lungo via Don Carlo Torello (primo parroco di Latina) e la statale 156 che unisce la città a Frosinone. Ospita il convento delle Clarisse, quello dei frati Cappuccini e la chiesa di San Francesco d'Assisi. Le vie del quartiere sono dedicate ad antiche popolazioni. Fatta eccezione per la piccola zona dedicata ad autori italiani, al confine col Rione Frezzotti, la toponomastica appare monopolizzata da un unico contesto, quello delle antiche popolazioni italiche (Aurunci, Etruschi, Volsci): nient'altro che eccezioni sono la piazza principale, dedicata ad Aldo Moro, e Via San Francesco d’Assisi, che collega il Rione a Latina Scalo. Nei pressi del CONI vi sono però alcune vie dedicate a musicisti (Antonio Vivaldi, Vincenzo Bellini, Pietro Mascagni). Il Rione Piccarello è stato oggetto, a partire dal 2007 circa, di una discreta espansione nella zona dove si trovava il fatiscente condominio noto come Villa Flora. Le strade di questa nuova espansione hanno ricevuto una denominazione solo a partire dal 2016, quando sono andate a costituire la grande piazza intitolata ad Ilaria Alpi.
- Rione Prampolini

Codificato come R3, è dedicato a Natale Prampolini, fu uno dei primi ad essere costruito, subito dopo la fondazione. Ospita l'Ospedale Santa Maria Goretti, le carceri, la Clinica San Marco e lo Stadio Domenico Francioni. I gruppi toponomastici sono diversi e vanno dalle battaglie del Risorgimento (Aspromonte, Teano, Calatafimi, Quarto) ai personaggî meritorî della Bonifica (Giovanni Cena, Gaetano Rappini), alle antiche città dell'Agro Pontino (Polusca, Feronia, Albiola), passando per gli artisti italiani (Tiziano, Giotto). Nel Rione Prampolini trova spazio anche il Parco San Marco, uno dei polmoni verdi della città.
- Rione Goretti

Codificato come R4, è il primo quartiere a nascere fuori dalla circonvallazione, negli anni cinquanta. Sorge fra il centro, l'area delle Autolinee ed il Rione Campo Boario, ed è caratterizzato dalla presenza di palazzi e strette vie. Al centro del quartiere si trova la chiesa di santa Maria Goretti, patrona della città, da cui viene il nome del quartiere. Nella parte sud del Rione si trova il quartiere popolare Nicolosi: esso fu costruito nel 1935, e prende nome proprio dall'architetto Giuseppe Nicolosi, che realizzò il progetto. Questa zona è caratterizzata da palazzine allineate, passaggi pedonali, ampia presenza di alberi e verde. Le vie portano il nome delle battaglie risorgimentali e di quelle del primo conflitto mondiale; ma vi sono ricordati anche alcuni malariologi. Il rione si connota per la vivace presenza di stranieri, che lo rendono la zona più multietnica di Latina. Il contesto toponomastico è pressoché univoco, relativo alla I Guerra Mondiale, ai suoi combattenti ed alle sue battaglie (Pasubio, Montesanto, Tagliamento). Tuttavia, le due principali vie del Rione vanno in altre direzioni: una è dedicata al Duca d’Aosta Emanuele Filiberto di Savoia, l'altra invece ricorda il malariologo Giovanni Battista Grassi (ed invero, un altro malariologo è ricordato dalla vicina Via Ettore Marchiafava).
- Rione Torre La Felce

Codificato come R5, riprende il nome di un'antica costruzione presente nella zona, ancora prima della bonifica. Esso si trova nella parte nord-ovest della città e si sviluppa su Via Piave e su Via Saturnino Piattella. È un Rione a vocazione pressoché esclusivamente industriale e commerciale: ospita infatti alcuni grandi siti manifatturieri, anche dismessi (ad esempio la SVAR), e sempre nel Rione si trova il Centro Artigianale Arco. Altri luoghi rilevanti del Rione sono le nuove autolinee e l'Istituto Tecnico Guglielmo Marconi. Dal punto di vista toponomastico, le strade sono quasi tutte dedicate ai fiumi italiani (Po, Adige, Scrivia, Belice): caso particolare è Via Piave, che non ricorda il fiume veneto, bensì l'omonimo Borgo a cui conduce. Eccezioni, che riguardano le principali direttrici del Rione, sono anche Via Saturnino Piattella, che ricorda un industriale locale, e Via Amerigo Vespucci, dedicata al noto esploratore.
- Rione Isonzo

Quartiere residenziale sorto negli anni settanta, codificato come R6, prende nome dalla strada su cui sorge, appunto Via Isonzo: anche qui, come nel caso di Via Piave, il toponimo si riferisce al Borgo cui la via porta. Il Rione si trova a sud del centro storico ed ospita soprattutto edifici residenziali (ad esempio gli altissimi Palazzi Barletta, che devono il nome al costruttore) e scuole (l'Istituto Professionale Luigi Einaudi, il Liceo Scientifico Ettore Majorana, la Scuola Media Giuseppe Giuliano). L'edificio più rilevante è la sede vescovile, in Piazza Paolo VI, con annessa chiesa dedicata al Sacro Cuore di Gesù: per questo spesso il rione viene chiamato anche Sacro Cuore. Il Rione Isonzo, inoltre, accoglie anche la sede centrale del corpo dei Vigili Urbani di Latina, il centro di smistamento postale ed il grande Piazzale della Fiera: quest'ultimo è un esteso parcheggio che, periodicamente, ospita mercati, fiere ed eventi d'ogni tipo. Il contesto toponomastico è bipartito. Nella parte ad est di Via Isonzo, la toponomastica riguarda esclusivamente i comuni della Provincia di Latina (Pontinia, Terracina, Aprilia, Priverno), con le eccezioni di Via Don Luigi Sturzo, Via San Tommaso d’Aquino, Piazza Paolo VI e Via Bortolo Terzariol. La parte ad ovest di Via Isonzo vede ricordati alcuni grandi scrittori e letterati italiani (Aldo Manuzio, Carlo Goldoni, Cesare Pascarella, Giovanni Boccaccio).
- Rione Campo Boario

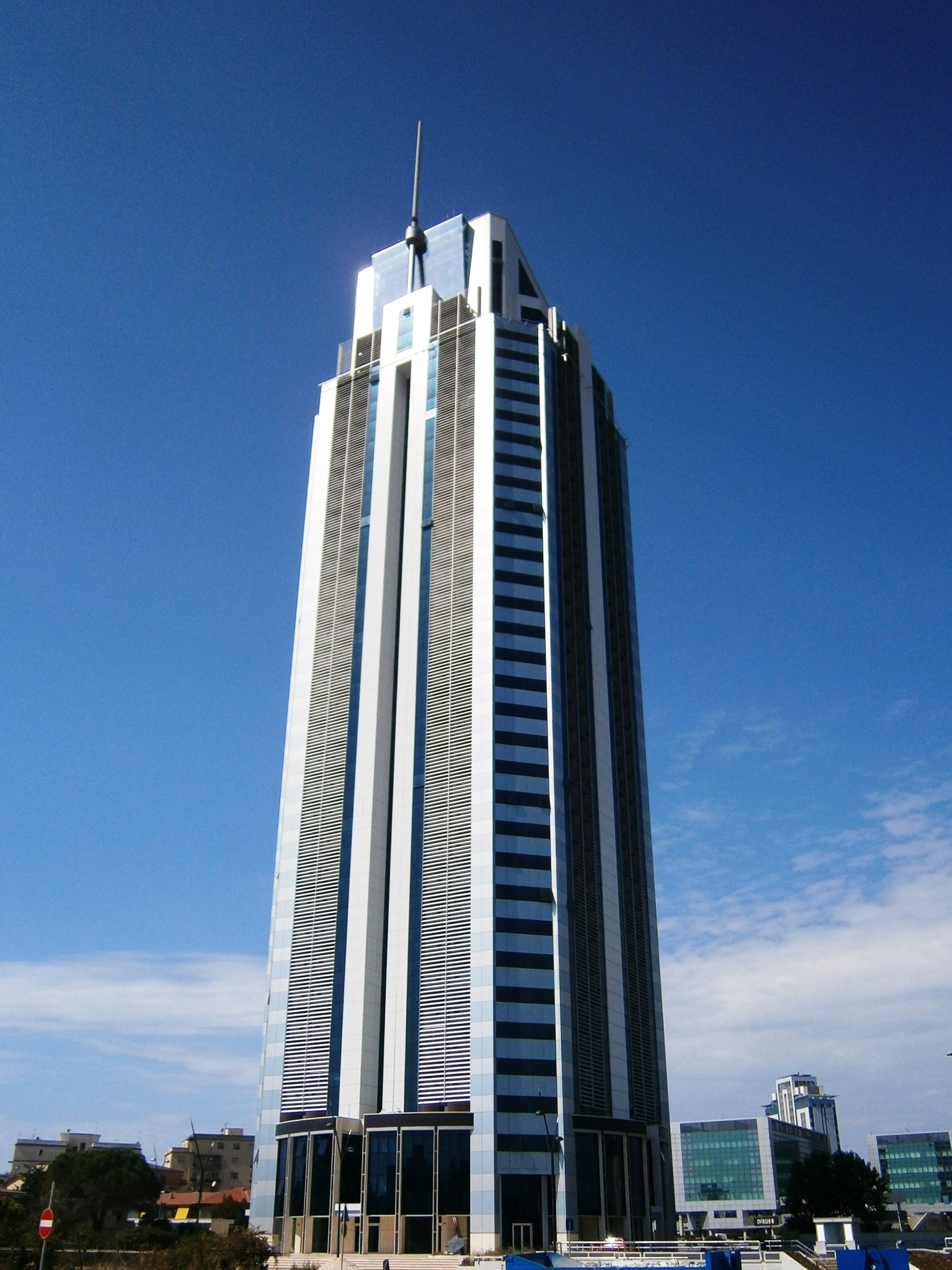
La Torre Pontina situata nel Quartiere Europa

codificato come R7, deve il suo nome al fatto che, fino agli anni '50, funzionarono in zona una fiera agricola ed un mercato bovino, con annessi servizi specifici dedicati all'allevamento. Il Rione è situato a nord della città, tra il Rione Goretti ed il Canale delle Acque Medie; si sviluppa attorno a Piazza Enrico Berlinguer ed è noto per essere stato uno dei quartieri più malfamati di Latina (il che gli valse, nel tempo, i nomignoli di Bronx, Zingaropoli e Shangai): oggi, con la costruzione di nuovi palazzi e l'apertura di molte attività commerciali, le sorti del Rione Campo Boario si sono risollevate. Il Rione fu detto anche Quartiere dei Ventosari, per il fatto che negli anni '50 vi trovarono residenza molte persone originarie di Ventosa, frazione del comune di SS. Cosma e Damiano oggi quasi spopolata. Nel Rione Campo Boario si trova la Caserma dei Vigili del Fuoco, intitolata al pompiere Giuliano Carturan. La toponomastica riguarda per la maggior parte personaggi e condottieri della storia romana (Giulio Cesare, Coriolano, Muzio Scevola, Tacito); cui si affianca il gruppo di città e personaggi del Risorgimento (Giuseppe Sirtori, Milazzo, Marsala). Sono ricordati da vie e piazze di una certa importanza anche il già nominato Giuliano Carturan ed uno dei santi più emblematici dell'area pontina, San Carlo da Sezze. Una zona di recente edificazione sita su Via Pionieri della Bonifica ricorda appunto, nei suoi toponimi, alcuni personaggi relativi alla Bonifica Pontina (Ottorino Perazzotti, Enrico Nasi, Sante Palumbo, Gelasio Caetani). La zona al confine col Rione Frezzotti è chiamata anche Pontesilli, dal nome dello storico bar aperto nel 1957 da Domenico Giacomini (1937-2017), utilizzando il cognome della moglie. Nota di colore: i forestieri sono ostinatamente convinti che Pontesilli sia il nome del ponte sul Canale delle Acque Medie che si trova a poca distanza dal bar. Va segnalato che, dapprima le varie lottizzazioni abusive, e le nuove costruzioni oggi, hanno creato alcune strade che, attualmente, sono ancora prive di nome: un esempio è fornito dalle molte traverse di Via San Carlo da Sezze, o da alcune laterali di Via Giuseppe Sirtori.
- Gionchetto

codificato come R10, deve il suo nome ad un piccolo canale di bonifica, affluente del Fosso del Gionco, che attraversava la zona e che oggi è in molti tratti interrato. Il Rione sorge a nord della città, oltre il Canale delle Acque Medie, ad ovest di Strada Epitaffio. Come il Rione Campo Boario, anche questo è stato caratterizzato da abitazioni sorte spontaneamente e dall'abusivismo edilizio. È una zona prettamente residenziale, con qualche divagazione sull'industriale lungo Strada Epitaffio, e non ospita edifici di grande rilevanza. La toponomastica vede come protagoniste le montagne italiane, ricordate da tutte le strade del Rione (Monte Bianco, Gran Sasso d’Italia, Monte Terminillo).
- Pantanaccio

codificato come R11, prende nome dalla strada che lo attraversa, Strada Pantanaccio. Esso si trova a nord di Latina, oltre il Canale delle Acque Medie, ad est di Strada Epitaffio. Come i due Rioni precedenti, anche questo ha goduto e gode ancora, talvolta, di cattiva fama; ed ha condiviso col Rione Campo Boario il soprannome spregiativo di Zingaropoli. Tuttavia, a partire dal 2014, sono iniziati dei lavori di riqualificazione, concentrati soprattutto nella zona tra Strada Pantanaccio ed il Canale delle Acque Medie (chiamata informalmente Quartiere Porta Nord): questi lavori dovrebbero condurre, in futuro, alla realizzazione di un parco in prossimità di Via Selene, di numerosi edifici residenziali, di un nuovo palazzetto dello sport. Il Rione Pantanaccio non ospita edifici di grande rilevanza, se si eccettua il sito industriale oggi dismesso della Kurly Kate. La toponomastica ricorda esclusivamente pianeti e corpi celesti (Mercurio, Asteroidi, Sirio, Orione).
- Quartiere Europa

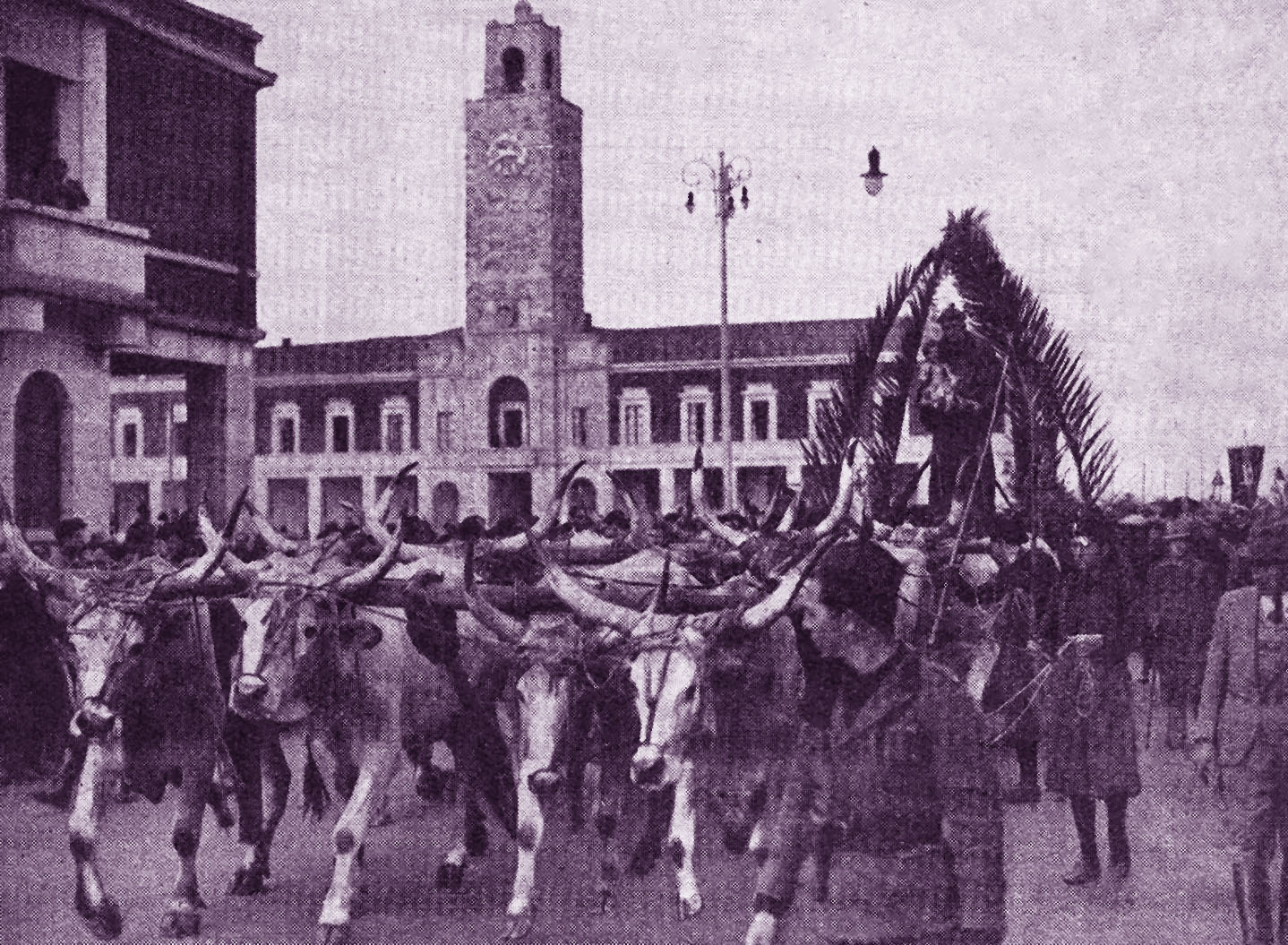
La statua di S. Antonio donata dai rurali di Padova 29 novembre 1933

Il quartiere è una zona residenziale-commerciale che sorge a nord del centro. È attraversato da ampi viali ed è caratterizzato dalla presenza di villette e palazzi. Ospita il centro direzionale cittadino, con il grattacielo della Torre Pontina, la chiesa di San Carlo Borromeo, il cimitero, e diversi istituti scolastici. Le vie del quartiere sono dedicate a città e nazioni europee (da cui il nome "Quartiere Europa") ed ai fiumi d'Italia.
- Santa Rita o Quartiere Italia

Prende il nome dalla chiesa di Santa Rita, sorge fra il quartiere di Persicara e il centro storico. Ospita aree verdi, campi sportivi ed il liceo scientifico Giovanni Battista Grassi, accanto al quale sorge il planetario Livio Gratton. Le vie del quartiere sono dedicate a vittime del terrorismo oppure a città italiane antiche e contemporanee.

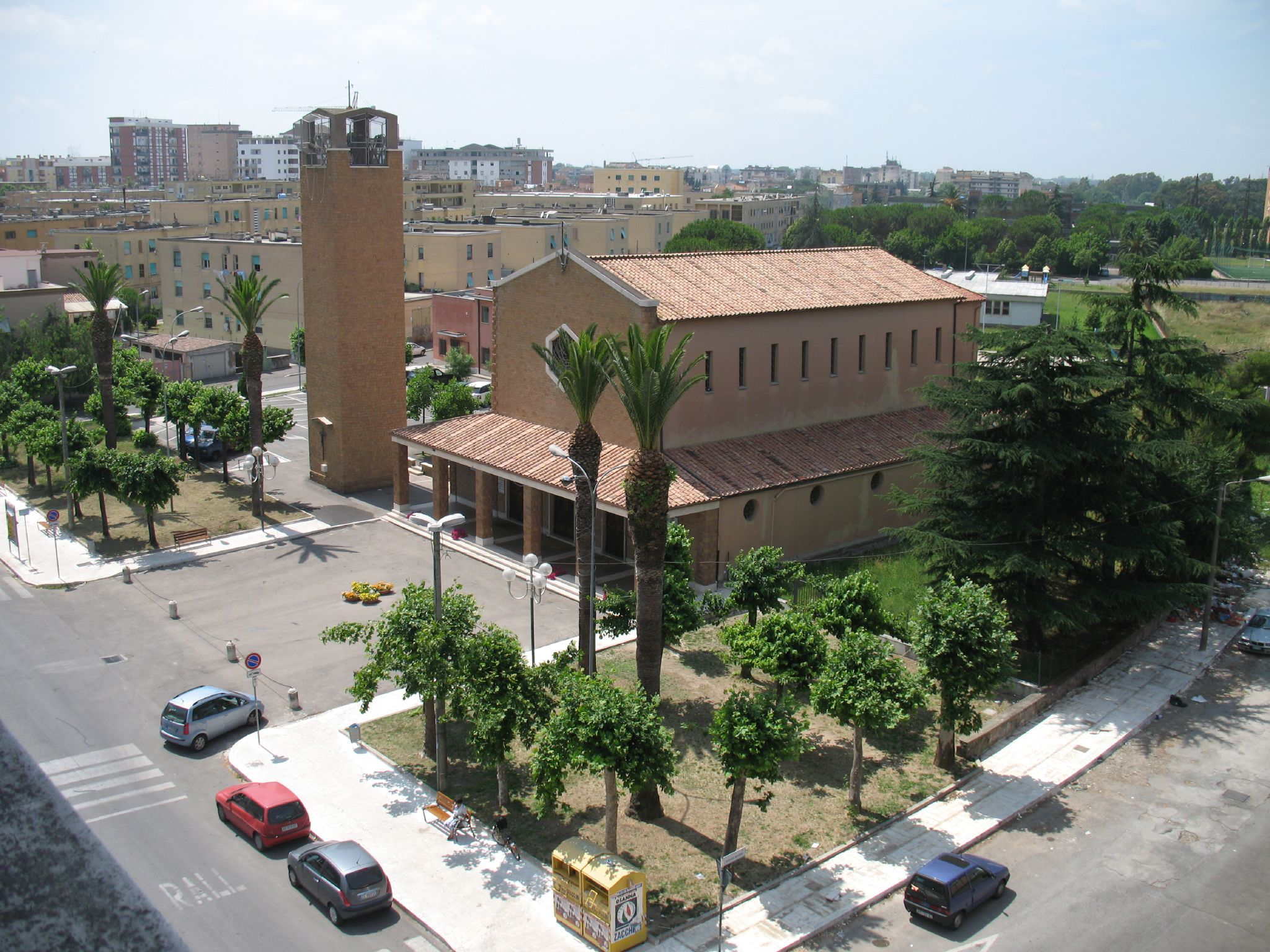
Chiesa di Santa Maria Goretti

- Quartiere Cucchiarelli o Lottizzazione Agora

Quartiere sorto in direzione del mare, zona "in" della città per la presenza di villette a schiera, ampi viali alberati, centri commerciali di prestigio. Cuore del quartiere è la chiesa di Santa Domitilla. Le vie del quartiere sono dedicate alle regioni italiane ed a pittori ed artisti del '900.
- Quartieri Nuova Latina (ex Q4) e Nascosa (ex Q5)

Sono due quartieri molto popolosi (circa 20 000 abitanti) sorti a partire dagli anni ottanta, oltre la via Pontina. Sono caratterizzati da edifici moderni, ingegnose invenzioni urbanistiche (come i viali circolari), numerose aree verdi ed aree giochi per bambini (come il Parco Martiri di Fiesole ed il Parco Farroupilha). Punto di collegamento dei due quartieri è il grande Parco "Oasi Verde", realizzato a partire dal 2009 ed intitolato nel 2018 alla giornalista Susetta Guerrini. Le vie dei due quartieri sono dedicate a musicisti e compositori.

### Frazioni
All'interno del comune di Latina si trovano i cosiddetti borghi, piccole città di fondazione sorte al tempo della bonifica per ospitare gli operai ed i primi coloni. Questi sono:
- Borgo Bainsizza
- Borgo Carso
- Borgo Faiti
- Borgo Fogliano
- Borgo Grappa
- Borgo Isonzo
- Borgo Montello
- Borgo Piave
- Borgo Podgora
- Borgo Sabotino
- Borgo San Michele
- Latina Scalo

Vi sono poi altri centri urbani preesistenti o successivi al periodo della bonifica:
- Borgo Santa Maria
- Chiesuola
- Le Ferriere
- Tor Tre Ponti
- Lido di Latina, che riunisce i due centri abitati formalmente riconosciuti di Foce Verde e Capoportiere.

Vi sono infine altri toponimi importanti ai quali non corrisponde nessun centro abitato propriamente detto, tra i quali:
- Casal delle Palme
- Casal Traiano
- Santa Fecitola
- Rio Martino

## Economia

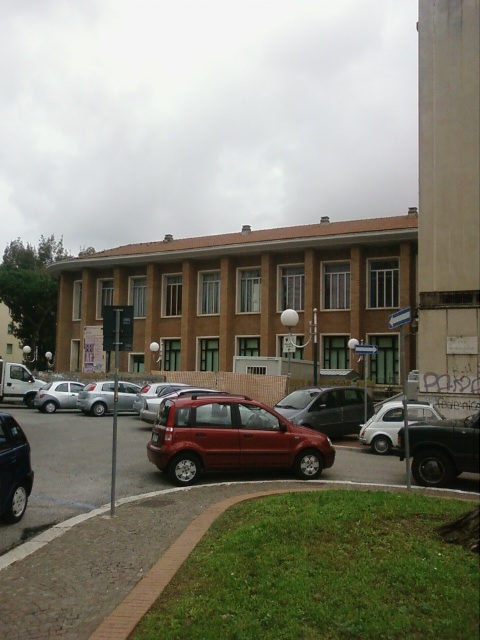
Il Palazzo delle Poste, tipico edificio delle città di fondazione

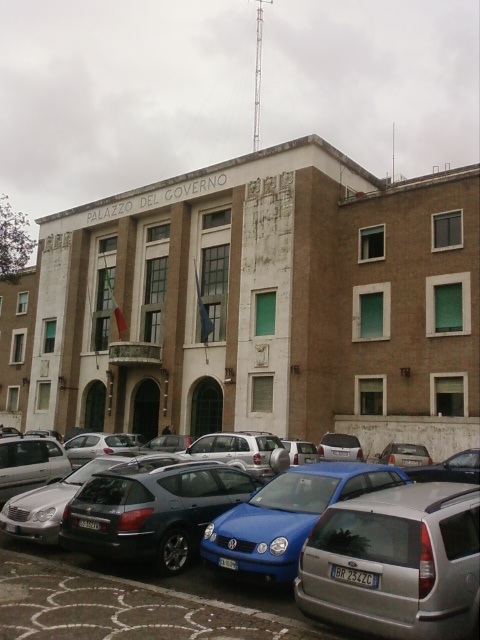
Il Palazzo del Governo in Piazza della Libertà altro edificio simbolo dell'architettura razionalista della città

Di seguito la tabella storica elaborata dall'Istat a tema Unità locali, intesa come numero di imprese attive, ed addetti, intesi come numero addetti delle unità locali delle imprese attive (valori medi annui).
|        | 2015                  |                              |                            |                |                       |                     | 2014                  |                | 2013                  |                |
| ------ | --------------------- | ---------------------------- | -------------------------- | -------------- | --------------------- | ------------------- | --------------------- | -------------- | --------------------- | -------------- |
|        | Numero imprese attive | % Provinciale Imprese attive | % Regionale Imprese attive | Numero addetti | % Provinciale Addetti | % Regionale Addetti | Numero imprese attive | Numero addetti | Numero imprese attive | Numero addetti |
| Latina | 11.438                | 29,1%                        | 2,51%                      | 38.942         | 31,87%                | 2,53%               | 11.376                | 37.504         | 11.561                | 38.624         |
| Latina | 39.304                |                              | 8,43%                      | 122.198        |                       | 7,75%               | 39.446                | 120.897        | 39.915                | 123.310        |
| Lazio  | 455.591               |                              |                            | 1.539.359      |                       |                     | 457.686               | 1.510.459      | 464.094               | 1.525.471      |

Nel 2015 le 11.438 imprese operanti nel territorio comunale, che rappresentavano il 29,1% del totale provinciale (39.304 imprese attive), hanno occupato 38.942 addetti, il 31,87% del dato provinciale (122.198 addetti); in media, ogni impresa nel 2015 ha occupato tre persone (3,40).

### Agricoltura
Sorta nell'Agro pontino, definito "granaio d'Italia" al tempo della bonifica, principale area agricola del Lazio, l'agricoltura ricopre un ruolo determinante nell'economia locale che impiega l'11% della popolazione attiva.
A partire dagli anni settanta si è puntato molto sulla diversificazione e sulla specializzazione nel settore, con lo sviluppo della coltivazione in serra e della floricoltura. Buona fortuna ha trovato anche la sperimentazione esotica del kiwi (dal 2002 marchio IGP "kiwi latina").
Accanto a queste resiste la tradizionale vocazione ortofrutticola del territorio con pomodori, spinaci, carciofi.

### Artigianato
Tra le attività economiche più tradizionali, diffuse e rinomate vi sono quelle artigianali, come l'arte della ceramica, della terracotta, del ferro, del rame, degli arredi e dei paramenti liturgici.

### Industria
Il settore industriale, cresciuto senza freni fra gli anni cinquanta e gli anni ottanta, con la fine delle agevolazioni fiscali previste dalla Cassa del Mezzogiorno, è entrato in crisi determinando la chiusura di molti stabilimenti: altri, pur non chiudendo hanno comunque operato riduzioni del personale.
I principali settori dell'industria a Latina sono il farmaceutico (vera punta di diamante dell'economia locale), il chimico, l'agro-alimentare, l'industria casearia, la metallurgia, la meccanica di precisione.

#### Centrale nucleare di Latina
Dal 1963 al 1987 è stata attiva nella frazione di Borgo Sabotino una centrale nucleare, la cui produzione energetica terminò a seguito dei referendum del 1987 che bandirono l'energia nucleare in Italia. Oggi tale centrale è dismessa e in via di smantellamento.

### Terziario
Seconda città del Lazio, oltre ai numerosi uffici pubblici dovuti alla sua posizione di capoluogo di provincia Latina ospita diversi uffici aventi competenza sull'intero territorio regionale (con l'esclusione della provincia di Roma) come una sezione distaccata del TAR o dell'Arpa.
Ospita inoltre il Polo Universitario di Latina, sezione distaccata dell'Università "La Sapienza" di Roma.

## Infrastrutture e trasporti

### Strade
Il comune è interessato dalla strada statale 148 Pontina, dalla strada statale 7 Via Appia, dalla via Litoranea e dalla strada statale 156 dei Monti Lepini.

### Ferrovie
Latina è servita dalla omonima stazione ferroviaria, posta sulla linea Roma-Formia nella località di Latina Scalo.

### Porti
Pur essendo un capoluogo di provincia affacciato sul mare, Latina non presenta ancora un proprio porto. Tuttavia, in località Rio Martino c'è un approdo turistico in fase di completamento.

### Aeroporti
Nel territorio comunale si trova l'Aeroporto Enrico Comani, sede del 70º Stormo dell'Aeronautica Militare Italiana.

### Mobilità urbana
La rete di trasporto comunale del capoluogo è gestita da CSC Mobilità, mentre quella regionale da Cotral. Entrambe iniziano e terminano le loro corse alle autolinee (stazione di autobus), situata in Via Vittorio Cervone.
Le corse CSC Mobilità interessano il centro, le varie frazioni, la zona costiera e Latina Scalo. Mentre gli autobus Cotral effettuano corse per l'intera regione fino ad arrivare a Frosinone, Formia, Terracina e Gaeta. Invece verso nord effettuano corse in direzione Roma, Castelli Romani, Anzio, Nettuno, Pomezia.
Nel capoluogo è inoltre possibile usufruire del servizio taxi e Uber.

## Amministrazione
Nel 1934 Littoria passa dalla provincia di Roma, alla nuova provincia di Littoria, costituita dal governo fascista dell'epoca, della quale divenne capoluogo. Nel 1945 cambiò denominazione in Latina.

### Gemellaggi
- Palos de la Frontera
- La Plata
- Farroupilha
- Birkenhead
- Oswiecim

## Sport

### Atletica leggera
- ASD Atletica Latina 80.[38]
- Nuova Podistica Latina.[38]
- Latina Runners.[38]
- ASD Team Atletica UISP.[38]
- ASD Centro Fitness Montello.[38]

### Baseball
- Latina Baseball Club - Campionato Nazionale Serie C
- A.S.D. Insieme Latina - Campionato Nazionale Serie B

### Calcio
Hanno sede nel comune le seguenti società di calcio:
- Latina Calcio 1932, fondata nel 1945 con la denominazione Virtus Latina, ha assunto la suddetta denominazione sociale nell'agosto 2017. Il miglior risultato raggiunto nel corso della sua storia è stato la militanza in Serie B per quattro stagioni, dal 2013 al 2017. Ha sfiorato la promozione in Serie A nel 2014, perdendo la finale dei play-off.
- Nuovo Cos Latina, che milita nel campionato maschile di Prima categoria 2024-25.[39]
- Latina Borghi Riuniti, nata dall'unione di quattro borghi del comune di Latina (Bainsizza, Montello, Podgora, Santa Maria). Milita nel campionato maschile di promozione 2024-25.[40]
- POLASD Agora Fc, che milita nel campionato maschile di Prima categoria 2024-25.[41]
- ASD SS. Pietro e Paolo, che milita nel campionato maschile di Prima categoria 2024-25.[42]

### Calcio a 5
- Vis Latina Calcio A 5, nel 2021-22 milita nel campionato maschile di serie D-Latina Girone A. Nel 2019-20 con la denominazione di A.S.D. Lynx Latina, ha militato nel campionato maschile di serie A;[43]
- A.S.D. Latina MMXVII Futsal, che milita nel campionato maschile di serie C2[44] e nel campionato femminile di serie D - 2019-20.[45]

### Football Americano
- A.S.D. Bufali Latina American Football Team, fondata nel 2017, milita nel campionato di II Divisione Flag Football 2022. Dal 2018 partecipa alla Coppa Italia Nazionale Flag Football FIDAF. [46]

### Giro d'Italia di Ciclismo
Nel 1978 la nona tappa del Giro d'Italia si è conclusa a Latina con la vittoria di Enrico Paolini;
Nel 1992 l'ottava tappa del Giro d'Italia si è conclusa a Latina con la vittoria di Guido Bontempi.

### Pallacanestro
- Benacquista Assicurazioni Latina Basket che milita nel campionato di serie A/2 nazionale Divisione Ovest
- New Basket Team che nel 2019-2020 milita nel campionato maschile di Serie D.[47]
- ASD Cestistica Latina - Squadra di basket femminile. Fondata nel 1970, disputa il campionato di Serie B.

### Pallanuoto
- Centro Nuoto Latina che nel 2024 milita nel campionato nazionale di serie A2 maschile.[48].

La società Antares Nuoto Latina, milita nel campionato nazionale di Serie C maschile e nelle categorie Under Nazionali.
La A.S.D. Latina Nuoto partecipa al Campionato Nazionale di Serie B femminile e di Promozione maschile e alle categorie Under Nazionali.
La SPN Nuoto 2000 società giovanile di pallanuoto con squadre under 9, under 11, under 14 e under 16

### Pallavolo
- Lions Volley Latina che nel 2022-2023 disputa il campionato di Serie D regionale maschile
- Top Volley Latina che nel 2019-2020 milita nel campionato maschile di Serie C.[49]
- Hydra Volley Latina disputa il campionato di Serie B1 maschile.
- Del Prete Virtus Latina che nel 2019-2020 milita nel campionato femminile di Serie C.[50]

### Rugby
- Rugby Club Latina, che nel 2019-2020 milita nel campionato maschile di serie C.[51]

### Tennis da tavolo
ASD TT Pontinia - che fino agli anni 2015 ha militato nel campionato di serie A2 con Pietro Nuvola, Marco Talocco e Andrea Perillo.
ASD Tennistavolo Latina "Giovanni Cena" - nuova squadra nata nel 2015 dalla fusione delle due società ASD TT Pontinia e ASD TT Sport Club Latina.
Nel tennistavolo Latina vanta due "scudetti" consecutivi - unico club sportivo cittadino ad aver vinto un titolo nazionale a squadre - ottenuti nel 1988 e 1989 con la società Tennistavolo Latina.

### Tiro con l'arco
Arco Club Pontino - 12/122 - Compagnia di tiro con l'Arco.

### Città Europea dello Sport 2014
La città di Latina è stata ufficialmente proclamata Città Europea dello Sport per l'anno 2014 dall'ACES (Associazione delle Capitali Europee dello Sport). Tra le altre città proclamate per il 2014 ci sono Ascoli Piceno e Brindisi. Il riconoscimento è stato conferito il 7 novembre 2012 al sindaco Giovanni Di Giorgi a Bruxelles, presso la sede del Parlamento europeo.

### Impianti sportivi
- Stadio Domenico Francioni;
- PalaBianchini;
- Palaboxe;
- Pallone Tensostatico Giovanni Ceci, conosciuto come PalaCeci;
- Piscina comunale.
- Parco acquatico[53][54]